# Marion Cotillard
Vous lisez un « bon article » labellisé en 2019.
Pour les articles homonymes, voir Cotillard.
Marion Cotillard, née le 30 septembre 1975 à Paris, est une actrice et productrice française.
Active au cinéma depuis la fin des années 1990, elle est révélée au grand public par son rôle de compagne du personnage principal dans la saga Taxi, qu'elle incarne dans les trois premiers films de la franchise. En février 2005, elle reçoit la première des grandes récompenses qui vont jalonner sa carrière : le César de la meilleure actrice dans un second rôle, pour seulement huit minutes de présence à l'écran dans le film Un long dimanche de fiançailles de Jean-Pierre Jeunet.
En 2008, c'est la consécration internationale : son interprétation de la chanteuse Édith Piaf dans le film biographique La Môme d'Olivier Dahan lui attire de nombreuses récompenses, dont le César, le Golden Globe, le BAFTA et l'Oscar de la meilleure actrice. Elle devient notamment la première Française à être désignée « meilleure actrice » par l'Academy of Motion Picture Arts and Sciences (Oscars) pour un film tourné en langue française, et  la deuxième actrice à gagner ce prix pour un rôle parlé dans une langue étrangère.
Ce triomphe critique l'accompagne également dans les années 2010 pour ses interprétations dans les films De rouille et d'os, The Immigrant, Deux jours, une nuit et Macbeth, et consacre une carrière internationale aux choix artistiques variés, la menant à plusieurs reprises au Festival de Cannes. Régulièrement louée pour la qualité de son jeu d'actrice, elle collabore notamment avec des réalisateurs renommés tels que Ridley Scott, Tim Burton, Woody Allen, Christopher Nolan, James Gray, Jacques Audiard, les frères Dardenne, Xavier Dolan, Arnaud Desplechin ou Leos Carax.

## Biographie

### Enfance et formation

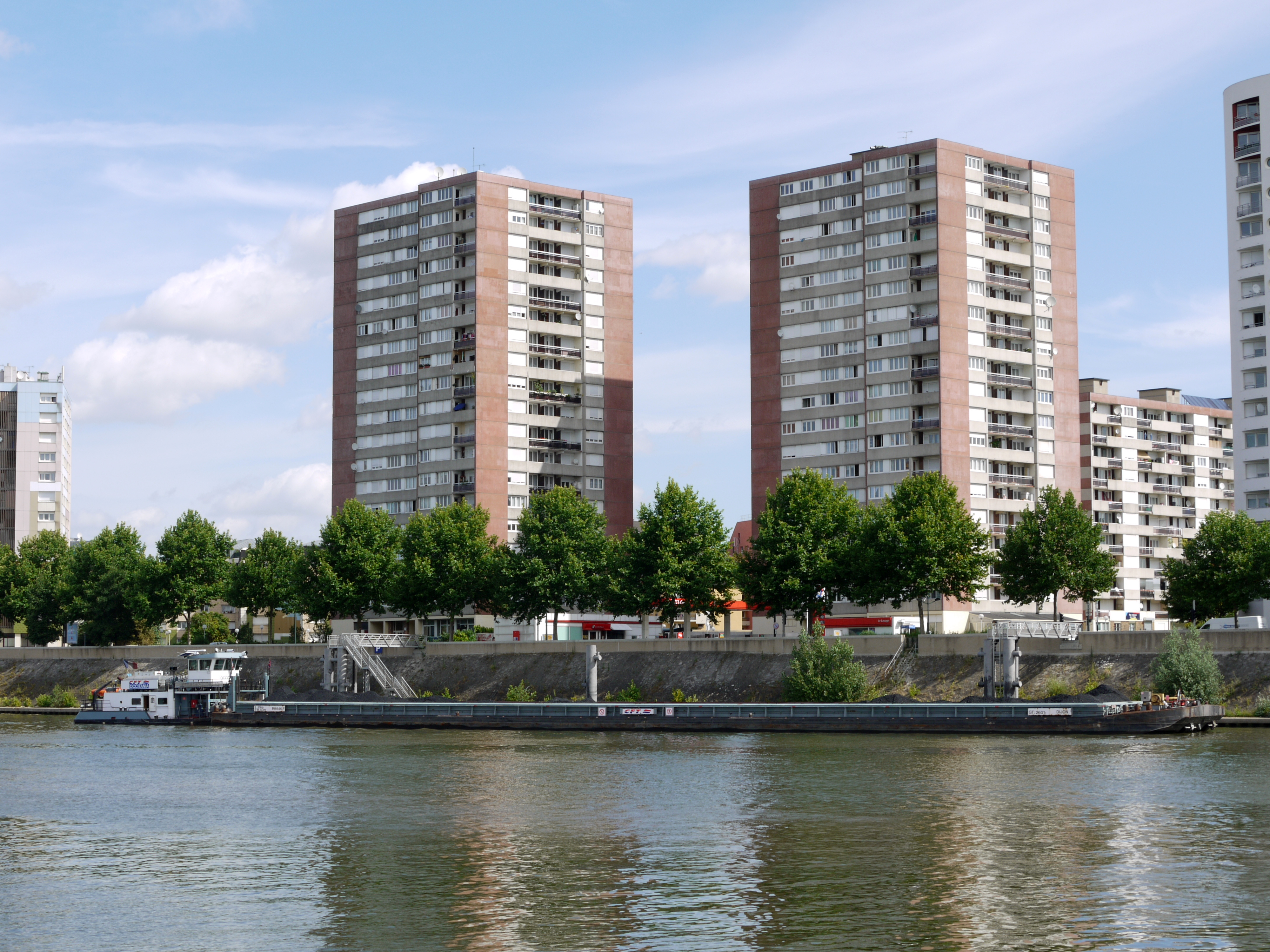
Marion Cotillard vit dans son enfance au d'un immeuble d'Alfortville.

Née le 30 septembre 1975 dans le 12e arrondissement de Paris, Marion Cotillard est issue d'une famille d'artistes. Ses parents sont tous deux comédiens et professeurs d'art dramatique ; sa mère Niseema Theillaud, de son vrai nom Monique Theillaud, est comédienne de théâtre et directrice d'acteurs, et son père Jean-Claude Cotillard, spécialiste du mime et du burlesque, fait des tournées en Europe et en Asie et deviendra plus tard directeur de l'École supérieure d'art dramatique de Paris (ESAD). Elle a deux frères, les jumeaux Quentin et Guillaume, nés en 1977 et eux-mêmes artistes. C'est son cousin, le comédien Laurent Cotillard, qui dirige Marion Cotillard pour sa première apparition sur scène, en 1997 dans Y a des nounours dans les placards.
Marion Cotillard est assez solitaire dans sa jeunesse, isolée hors de la symbiose entre ses frères jumeaux et à l'école. Élevée dans un cadre familial très ouvert, bourgeois et bohème, le monde extérieur ne lui apparaît par contraste « pas à la hauteur », et c'est le théâtre qui lui permet de sortir de cette phase de mutisme :
« Avec le théâtre, j’ai recommencé à m’exprimer en employant des mots que d’autres avaient déjà utilisés. Parler redevenait simple pour moi. Le théâtre m’a aidée à retrouver les mots qui m’avaient tellement manqué, à m’ouvrir ». Son père lui montre des films muets et l'initie à l'art du mime.
Elle vit plusieurs années en banlieue parisienne, dans une tour d'Alfortville, près de Créteil. Élève au collège Victor-Hugo de Puiseaux, au lycée Voltaire à Orléans, où elle a pris une option théâtre, puis au lycée Molière à Paris, elle entre enfin en 1994 au Conservatoire d'art dramatique d'Orléans. Elle y étudie pendant quatre ans et y suit notamment les cours de son père.

### Débuts et révélation commerciale (1994-1999)

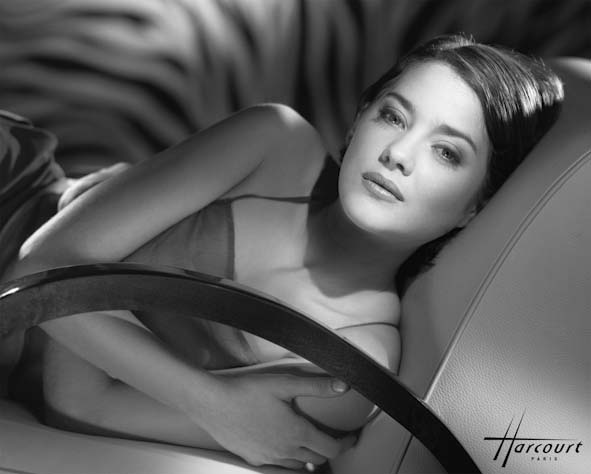
Marion Cotillard photographiée en 1999 par le Studio Harcourt.

En 1994, elle obtient le premier prix du conservatoire d'art dramatique d'Orléans. En plus d'une première reconnaissance, cette distinction lui offre une courte apparition dans la série télévisée à succès Highlander, où elle apparaît quelques minutes dans l'épisode 21 de la saison 1, Nowhere to run. Diplômée du conservatoire, elle déménage ensuite à Paris, près de la gare du Nord, où elle enchaîne les apparitions dans des projets modestes ; entre deux rôles, elle tente de vendre des figurines en pâte à modeler de sa confection, pour joindre les deux bouts. Elle fait notamment en 1996 de brèves apparitions dans Comment je me suis disputé… (ma vie sexuelle) d'Arnaud Desplechin ou La Belle Verte de Coline Serreau.
Après avoir reçu son premier prix d'interprétation aux Rencontres cinématographiques d'Istres en 1998 avec le court métrage Affaire classée et une mention spéciale du jury pour La Guerre dans le Haut Pays au festival du film de montagne d'Autrans, c’est le grand succès commercial du film Taxi, produit par Luc Besson, qui la révèle au grand public en 1998 et lui vaut une première nomination aux Césars, à 23 ans. Elle reprend son personnage dans les deux opus suivants, mais après Taxi 3, sorti en janvier 2003, elle avertit le producteur et scénariste Luc Besson qu'elle ne veut plus faire partie de la saga, dans laquelle son personnage est toujours « en retrait » et, de plus, elle est déjà prise par le tournage d'un projet plus ambitieux pour elle, La Môme, qui va lui offrir un rôle-titre.
De ces premières années de carrière, le journal Libération estime rétrospectivement qu'elle « a d’abord longtemps traîné une image de godiche du cinéma français, pas vraiment aidée par son rôle de compagne de Samy Naceri dans Taxi et par sa propension à rouler des yeux. Elle égrène ensuite des films dont personne ne se souvient. »

### Progression critique (années 2000)

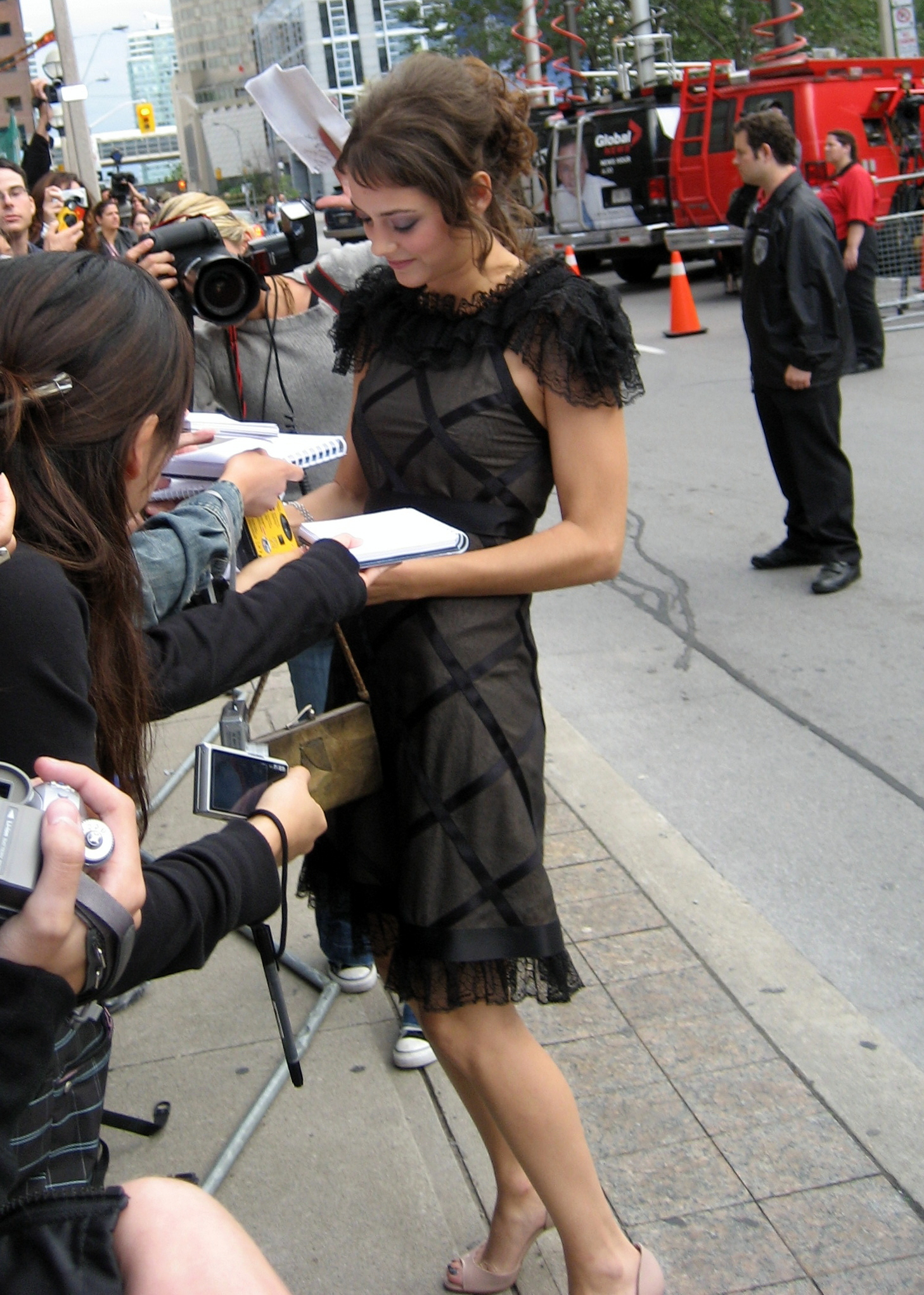
L'actrice à l'avant-première du film Une grande année au Festival de Toronto 2006.

En parallèle du grand succès populaire de Taxi, où elle n'interprète qu'un personnage secondaire, elle apparaît dans des films plus discrets, tel que le court-métrage de Nils Tavernier La Mouette, segment du film engagé L'amour est à réinventer, dix histoires d'amour au temps du sida (1997), ou dans Lisa (2001) de Pierre Grimblat, avec Benoît Magimel et Jeanne Moreau. En 2001, elle joue le double rôle principal des Jolies Choses, face à Patrick Bruel, pour lequel elle est à nouveau nommée au César du meilleur espoir féminin, trois ans après Taxi. Elle donne également la réplique à Thierry Lhermitte dans le thriller Une affaire privée de Guillaume Nicloux dans lequel elle incarne un second rôle d'étudiante.
Mais le succès et la notoriété grandissante apportés par la série des Taxi lui font craindre d'être enfermée dans l'image d'une « actrice-poupée ». À cet égard, l'appel du réalisateur américain Tim Burton qui lui offre un petit rôle dans Big Fish lui paraît providentiel ; ce film de 2003, à l'univers travaillé, marque également sa première incursion dans le cinéma américain. En 2002, pour la seconde édition du Festival de Marrakech, elle intègre le jury des courts-métrages.
En 2003, elle tient le premier rôle féminin de la comédie romantique Jeux d'enfants qui lui vaut, au Festival de Cannes 2004, le Trophée Chopard de la révélation féminine. Il s'agit de sa première collaboration avec l'acteur et réalisateur Guillaume Canet, avec qui elle retravaillera de nombreuses fois. Le film cumule plus de 1 million d'entrées en France.
Cette année-là, elle tient aussi et surtout le petit rôle du personnage de Tina Lombardi dans l'adaptation du roman Un long dimanche de fiançailles, de Jean-Pierre Jeunet, une présence à l'écran qui « tend à colorer un peu le sépia tout lisse du film de Jeunet », d'après Écran Large. Son interprétation d'une prostituée qui cherche à venger la mort de son amant dans l'enfer des tranchées lui vaut le César de la meilleure actrice dans un second rôle, malgré un temps d'apparition à l'écran de seulement quelques minutes.
Le réalisateur britannique Ridley Scott l'engage l'année suivante pour faire face à Russell Crowe dans sa comédie dramatique Une grande année, adaptation d'un roman dans lequel un trader anglais se métamorphose au contact de la Provence. L'actrice s'impose notamment lors des auditions face à Eva Green ou Vahina Giocante, et impressionne peut-être par sa maîtrise de l'anglais, qu'elle mobilise à nouveau quelques années après Big Fish ; Le Monde note cependant que le film ne « lésine [pas] sur les clichés », opinion que rejoint Télérama qui estime que le film « inflige à peu près tous les clichés possibles » et que « la magie […] ne traverse jamais l'écran ». Elle apparaît aussi notamment dans la comédie belge Dikkenek, d'Olivier Van Hoofstadt (2006).

### Tête d'affiche et consécration internationale (2007-2008)

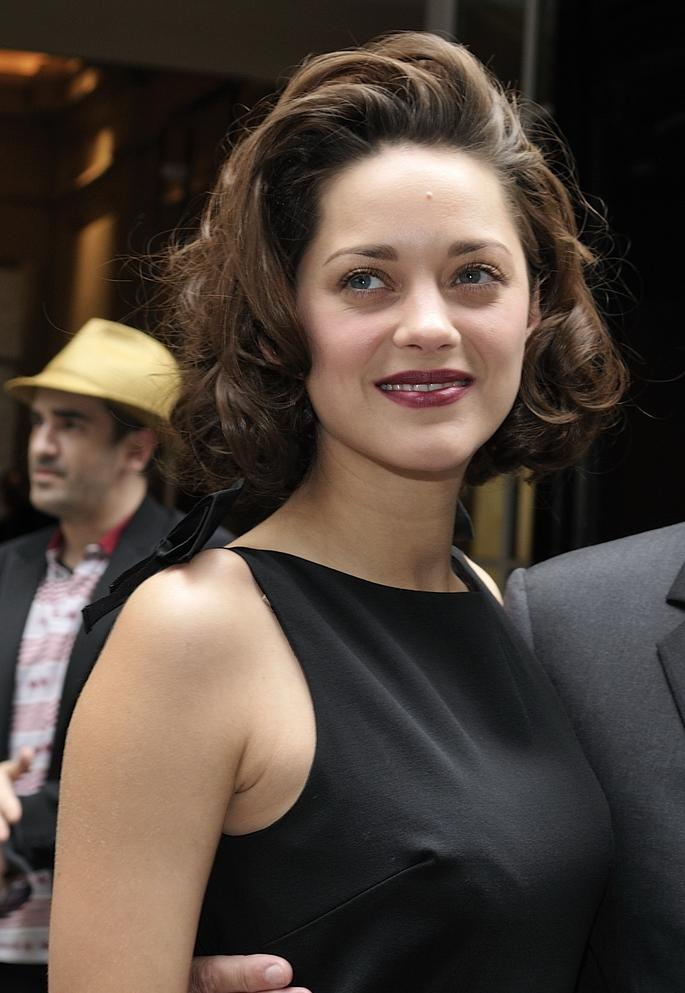
Marion Cotillard en juin 2009 au défilé de la marque Dior, dont elle est alors l'égérie.

Vient ensuite l'occasion d'une vie : Marion Cotillard obtient le rôle de la chanteuse Édith Piaf dans le film biographique d'Olivier Dahan, La Môme, qui sort en 2007. Lors des auditions de l'actrice principale, elle est en concurrence avec Audrey Tautou, que les producteurs lui préfèrent, mais elle reste activement soutenue par Dahan qui, séduit par la gravité de ses yeux et son « côté tragédienne », exige de choisir « Cotillard ou personne », ainsi que par le producteur Alain Goldman ; il s'agirait de la raison pour laquelle TF1 aurait divisé son financement du film par trois, et The Walt Disney Company se serait rétracté de la distribution. Cotillard a beau avoir tourné avec Tim Burton, elle ne reste en effet pas assez « bankable » aux yeux des investisseurs. Après un long enchaînement d'apparitions secondaires, c'est la première fois que l'actrice se voit offrir un rôle-titre dans un film important, bien qu'il lui impose une métamorphose conséquente durant les quatre mois intenses de tournage.
Le film est un succès mondial et cumule en France plus de 5 millions d'entrées. Il vaut surtout à Marion Cotillard des récompenses qu'aucune actrice n'avait réussi à cumuler auparavant pour un même rôle, à savoir le Golden Globe, le BAFTA, le César et surtout l'Oscar 2008 de la meilleure actrice. Elle devient ainsi la troisième Française après Simone Signoret et Juliette Binoche à gagner une statuette à Hollywood dans cette catégorie, la deuxième comédienne après Sophia Loren à être sacrée pour une interprétation dans une langue autre que l'anglais et, enfin, la seule interprète à être couronnée pour un rôle en langue française. Marion Cotillard devient aussi la seule personne, avec Adrien Brody pour Le Pianiste, à recevoir un Oscar et un César pour la même interprétation. Un documentaire, Mon clown, sorti en 2008 et réalisé par l'agent artistique de l'actrice, Bastien Duval, retrace ce triomphe en suivant pendant un an Cotillard lors de la promotion mondiale de La Môme, qui l'oblige notamment à s'acheter une maison à Santa Monica et à faire vacciner son chat pour l'emmener dans ses déplacements, tandis que de nombreux agents et attachés de presse s'attachent à la rendre « oscarisable ».
Ce triomphe aux États-Unis est sans commune mesure pour une actrice et pour un film français récent. Première note ainsi qu'avant même sa sortie en avant-première à la Berlinale 2007, La Môme a déjà trouvé un distributeur américain, probablement du fait de la notoriété d'Édith Piaf et de celle de Cotillard. D'après le magazine de cinéma, « si en France, la presse salue le film d'Olivier Dahan dans son ensemble, aux États-Unis, c'est la prestation de Marion Cotillard qui est principalement mise en lumière ». Écran Large considère que « c'est typiquement le genre de prestation Actors Studio qui provoque la pâmoison des foules ». Le journaliste Serge Kaganski estime néanmoins dans Les Inrocks que ce succès américain d'un biopic sur Édith Piaf ne fait que montrer que « l’image de la France aux Etats-Unis [est] encore figée dans les clichés passéistes, que notre culture populaire musicale [est] là-bas réduite à la môme Piaf » et que l'extrême médiatisation française de ce plébiscite critique autour de Cotillard sert à offrir « un joli miroir à notre narcissisme national en berne ».
Les affres d'une médiatisation soudaine rattrapent cependant l'actrice, à qui une partie de la presse américaine reproche les propos qu'elle avait tenus dans un entretien diffusé par la chaîne Paris Première le 16 février 2007, soit plus d'un an avant qu'elle n'eût reçu son Oscar. Marion Cotillard s'y demandait si les Américains avaient vraiment marché sur la Lune dans les années 1970, mettait en doute les circonstances de la mort du comédien Coluche et niait la version officielle des attentats du 11 septembre 2001 : « Je pense qu'on nous ment sur énormément de choses : Coluche, le 11-Septembre. On peut voir sur internet tous les films du 11-Septembre sur la théorie du complot. C'est passionnant, c'est addictif, même. […] Il y a une tour, je crois que c'est en Espagne, qui a brûlé pendant 24 heures. Elle ne s'est jamais effondrée ! Aucune de ces tours ne s'effondre. Et là, en quelques minutes, le truc s'effondre. […] Et puis c'était un gouffre à thunes, […] c'était beaucoup plus cher de faire des travaux que de les détruire… »,. Relayés dans la presse internationale, ses propos défraient la chronique et lui valent même quelques demandes de confiscation de son Oscar. L'actrice exprime publiquement ses regrets à chaque occasion et l'affaire finit par se tasser. « Cette affaire, c'était l'histoire d'une petite actrice qu'on interroge sur un coin de comptoir, qui répond de façon pas très informée ni très intelligente, et on lui tombe sur la tronche pendant des années… », commente-t-elle des années plus tard, en 2013.
Après avoir remporté l'Oscar de la meilleure actrice, elle est invitée comme chaque lauréat à devenir membre de l'Academy of Motion Picture Arts and Sciences, l'association américaine des professionnels du cinéma, qui distingue les meilleurs travaux artistiques de l'année écoulée dans chaque discipline représentée aux Oscars. Dans ce cadre, elle remet en 2009 l'Oscar de la meilleure actrice à Kate Winslet, qui lui succède grâce à son rôle dans The Reader.
Elle entame à cette époque un contrat avec la maison de couture Dior, qui va la mener lors de la décennie suivante à ne représenter quasiment que la marque sur les tapis rouges, et à tourner plusieurs publicités prestigieuses sous la forme de courts-métrages situés dans des villes du monde entier. En plus des photographies prises par Peter Lindbergh ou Annie Leibovitz, certains courts métrages sont mis en scène par Olivier Dahan, le réalisateur de La Môme, un autre par David Lynch, et un autre encore par John Cameron Mitchell, qui lui fait partager l'écran avec Ian McKellen. Elle reçoit alors près de 1,5 million de dollars à chaque nouveau tournage de publicité Dior.

### Confirmation hollywoodienne (2009-2011)

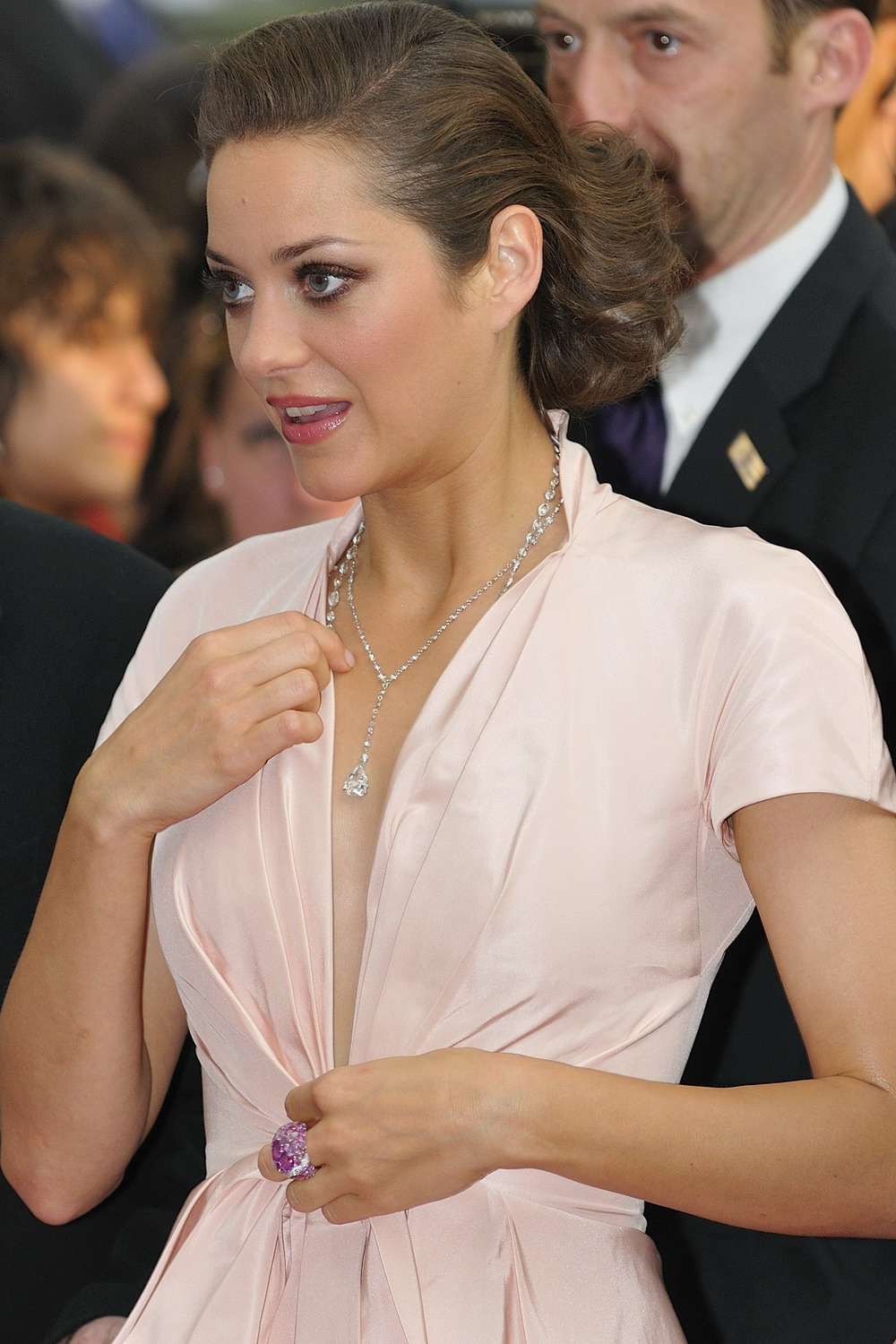
L'actrice en juillet 2009 à l'avant-première parisienne de Public Enemies.

Cotillard entame alors une carrière hollywoodienne jalonnée de nombreuses collaborations de prestige, avec en 2009 le film Public Enemies, de Michael Mann, où elle partage l'affiche avec Johnny Depp. La même année, elle tourne Nine de Rob Marshall, remake musical du film Huit et demi aux côtés de Daniel Day-Lewis, Nicole Kidman et Penélope Cruz. Son rôle d'épouse bafouée est salué par la presse et lui vaut une 2e nomination au Golden Globe de la meilleure actrice,.
Elle revient en France pour porter le drame historique à gros budget Le Dernier Vol, dont elle partage l'affiche avec son compagnon Guillaume Canet, et dont elle remettra plus tard en cause le réalisateur.
Elle est par ailleurs la présidente de la 35e cérémonie des César, présentée par Gad Elmaleh et Valérie Lemercier en février 2010. Cette année 2010 est marquée par deux gros succès : elle seconde Leonardo DiCaprio pour le blockbuster de science-fiction Inception. Ce long-métrage de Christopher Nolan lui offre un rôle ambigu et mystérieux qui impressionne les critiques, tandis que le film réalise 825 millions de dollars au box-office mondial et rapporte à l'actrice un million d'euros. En France, elle apparaît avec un rôle taillé sur mesure et pour cette fois-ci 800 000 euros dans le film choral Les Petits Mouchoirs, réalisé par son compagnon Guillaume Canet, mais déclare plus tard avoir beaucoup de mal à visionner le résultat : « C'est très difficile pour moi de regarder ce film car j'y suis réellement moi. C'était même insupportable. » Dans le même temps, l'actrice acquiert un statut de rentabilité qu'illustrent ses salaires : Le Figaro estime ses revenus en 2007 à 1 150 000 euros, ce qui fait d'elle la troisième actrice la mieux payée de France derrière Mathilde Seigner et Nathalie Baye. En février 2011, elle devient l'actrice la mieux payée de France et l'actrice non américaine la mieux payée de Hollywood.
En 2011, elle évolue, avec Kate Winslet, Jude Law et Matt Damon dans le thriller de science-fiction Contagion, de Steven Soderbergh, puis donne la réplique à Owen Wilson pour la comédie fantastique Minuit à Paris de Woody Allen.
Les années post-Oscar confirment la notoriété et la grande polyvalence de l'actrice, courtisée des deux côtés de l'Atlantique et aussi bien dans des films d'auteur que dans des superproductions internationales. Si ses rôles dans des films américains tendent à lui imposer une « aura exotique, un peu éthérée », ceux dans des films français sont plus concrets, terriens. L'actrice estime cependant que son nom manque encore de résonance aux États-Unis et que cela lui permet une plus grande liberté, à l'image des rôles aux nationalités très variées qui lui sont proposés : une métisse amérindienne dans Public Enemies, une Polonaise pour The Immigrant ou encore une Italienne pour Blood Ties.
L'été 2011 est pour elle chargé : quelques mois seulement après la naissance de son fils, elle alterne les tournages de The Dark Knight Rises, où Christopher Nolan lui a réservé un rôle, après l'avoir dirigée dans Inception, et De rouille et d'os, de Jacques Audiard. Le film américain lui impose cependant une clause d'exclusivité ; c'est donc en enchaînant discrètement les vols transatlantiques pour ne pas gêner le film américain qu'elle tourne pour Audiard, qui lui a proposé le rôle alors que le contrat américain était déjà signé. Le nouvel et dernier opus de la trilogie des Batman de Nolan est dévoilé en juillet 2012 et concentre nombre d'attentes de la part d'un très large public de fans ; malgré cela, le réalisateur tient tant à la présence de Cotillard, qu'il organise les dates de tournage de l'actrice à Pittsburgh autour de sa grossesse. Le film devient son plus grand succès commercial, mais sa sortie est entachée par la fusillade d'Aurora, déclenchée entre le 20 et le 21 juillet 2012, lorsqu'un tireur solitaire ouvre le feu dans une salle de cinéma américaine qui projetait le film. La promotion française en est arrêtée, et Marion Cotillard et l'acteur Morgan Freeman annulent leur visite au 20 heures de TF1, qui aurait dû avoir lieu le lendemain. L'actrice doit aussi faire face à des critiques et moqueries devenues virales fustigeant sa performance lors de l'agonie de son personnage, bien la scène ait été validée par le réalisateur dans le montage final du film D'aucuns estiment cependant qu'elle fait les frais de la déception des spectateurs envers un scénario jugé parfois trop rapide, voire incohérent. La polémique entache durablement l'image de l'actrice auprès de son public ; elle se garde cependant de toute réaction officielle et continue avec son rythme intense de tournage. Quelques mois plus tard, lors d'une table ronde animée par le Hollywood Reporter, l'actrice ne mentionne pas Nolan lorsqu'on lui demande la liste des réalisateurs qu'elle admire, alors même qu'elle vient de tourner deux immenses succès avec lui : un possible signe, selon Nathalie Époque de L'Obs, que Cotillard reproche au réalisateur sa direction d'acteurs. En février 2024, lors de la 49e cérémonie des César, Marion Cotillard remet à Christopher Nolan un César d'honneur saluant un « génie » avec « son cinéma jubilatoire, puissant et exigeant », qui « transforme les blockbusters en films d'auteur ».

### Confirmation critique en Europe et à l'étranger (2012-2016)

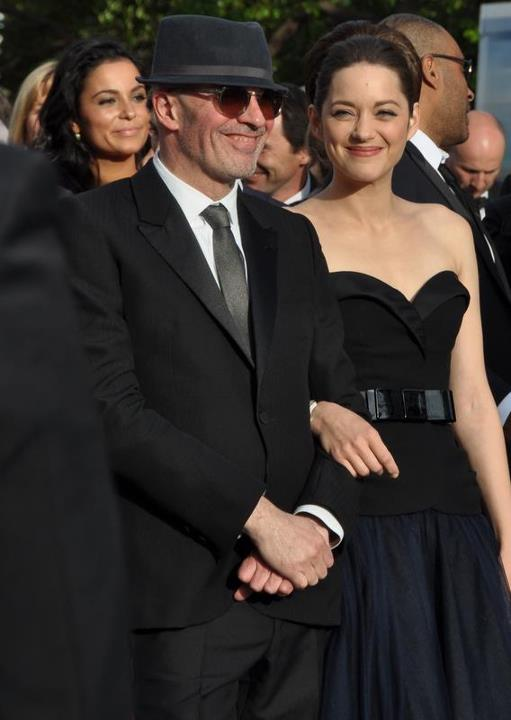
L'actrice aux côtés de Jacques Audiard à l'avant-première de De rouille et d'os au Festival de Cannes 2012.

De rouille et d'os, tourné donc à la même époque, est quant à lui présenté lors de la 65e édition du Festival de Cannes, en mai 2012. Cotillard y obtient les éloges des critiques pour son interprétation de Stéphanie, une dresseuse d'orques amputée des deux jambes qui décide de reprendre sa vie en main. L'actrice avait dû vaincre sa répulsion des animaux en captivité pour venir s'entraîner à interagir avec des orques au Marineland d'Antibes. Pour ce rôle, elle remporte de nombreuses récompenses au cours de l'année suivante : le Globe de Cristal, une cinquième nomination aux Césars, une quatrième aux SAG Awards, une troisième aux Golden Globes (sa première nomination pour le rôle principal dans un film dramatique), une deuxième aux BAFTAs et aux Critics' Choice Movie Awards, et une nomination au prix Lumières.
La saison des récompenses pour De rouille et d'os s'étale sur l'hiver et Marion Cotillard passe beaucoup de temps aux États-Unis pour participer à sa promotion ; elle est élue « Femme de l'année » 2013 par la mouvance de théâtre Hasty Pudding de l'université Harvard ; elle se rend sur le campus américain et prend notamment part à un sketch moquant son interprétation dans The Dark Knight Rises. Elle est également élue à cette période « plus beau visage de 2013 » par TC Candler et 13e star de cinéma « la plus sexy » par Empire Online. En novembre de la même année, elle retrouve le Festival international du film de Marrakech, après avoir été membre du jury des courts-métrages en 2002, en intégrant le jury des longs-métrages de la 13e édition, présidé par Martin Scorsese.
En 2013, elle est à l'affiche du drame historique The Immigrant, de James Gray, réalisateur primé pour la gravité et le réalisme de ses films ; le rôle d'Ewa Cybulska, une immigrée polonaise débarquant avec sa sœur à Ellis Island en 1920, constitue son premier rôle principal à Hollywood. Les dates de tournage lui imposent de quitter le projet Le Passé, du prestigieux réalisateur iranien Asghar Farhadi, et d'y être remplacée par Bérénice Bejo ; une priorisation de réalisateurs que Télérama juge a posteriori peu judicieuse. James Gray a écrit le film pour elle et la fait jouer avec Joaquin Phoenix et Jeremy Renner. Son interprétation lui vaut de nombreuses récompenses auprès des critiques américains, dont le New York Film Critics Circle Award. En même temps, elle apparaît dans Blood Ties, réalisé par son compagnon Guillaume Canet et en partie scénarisé par Gray d'après un film français dans lequel Canet officiait comme acteur (Les Liens du sang en 2008 de Jacques Maillot) ; cette nouvelle collaboration Canet-Cotillard n'obtient qu'un tiède accueil et le magazine Les Inrocks s'amuse à relever les motifs communs d'un film de Canet à l'autre, comme la « perversion » de « faire pleurer Marion Cotillard, beaucoup ».
Le milieu des années 2010 marque aussi une inflexion dans son choix de projets : si ses rôles au cinéma tendent vers des personnages complexes et torturés, un choix conscient pour elle qui s'est souvent considérée comme une paria, Marion Cotillard rejoint aussi la distribution vocale de plusieurs films, notamment des dessins animés que son fils serait en mesure de visionner. Début 2014, elle prête ainsi sa voix au documentaire animalier Terre des ours, réalisé par Guillaume Vincent. En 2015, l'actrice double le rôle principal du dessin animé Avril et le Monde truqué de Franck Ekinci et Christian Desmares, inspiré de la bande dessinée de Jacques Tardi. Elle double aussi la Rose dans l'adaptation américaine animée du Petit Prince d’Antoine de Saint-Exupéry, présenté à Cannes en 2015, ainsi que la voix de Scarlet Overkill dans la version française des Minions.

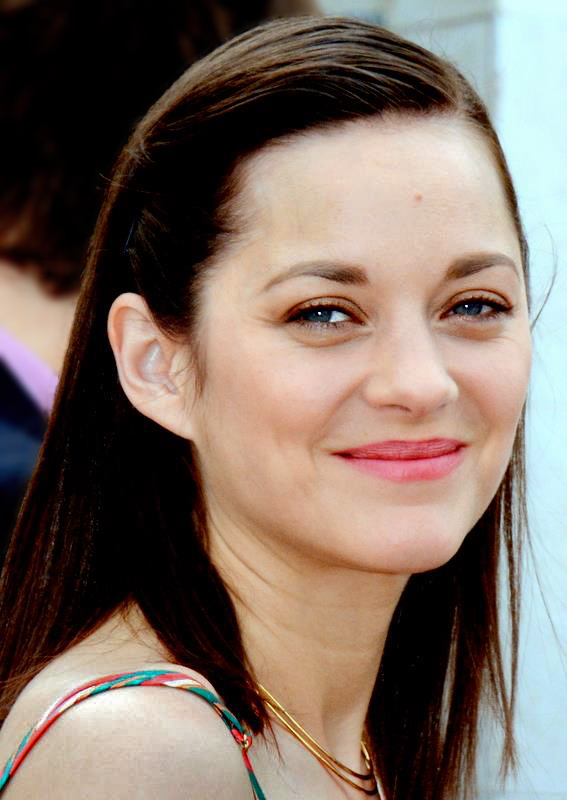
L'actrice au Festival de Cannes 2015, pour la présentation de Macbeth.

Entre 2012 et 2015, l'actrice joue Jeanne d'Arc dans l'oratorio Jeanne d'Arc au bûcher d'Arthur Honegger, sur un livret de Paul Claudel et dans une réalisation de Côme de Bellescize. Cotillard, qui avait déjà interprété ce rôle en 2005 à Orléans et en 2012 à Barcelone, l'interprète à nouveau à la Philharmonie de Paris en mars 2015 ainsi qu'avec l'Orchestre symphonique de New York au Avery Fisher Hall en juin 2015.
En 2014, elle change de registre et tourne avec les frères Dardenne le film social Deux Jours, une nuit où elle interprète une ouvrière sortie de dépression, obligée de convaincre ses collègues de renoncer à leurs primes de fin d'année pour retrouver son emploi. Le choix de distribution est inattendu de la part des Dardenne, réputés pour sélectionner des acteurs non professionnels. Marion Cotillard est de nouveau saluée par la critique internationale et la profession pour son travail sur ce film, qui lui vaut une seconde nomination à l'Oscar de la meilleure actrice en 2015, sept ans après son sacre pour La Môme. À la surprise générale, le film ne remporte aucune récompense au festival de Cannes en 2015, fait inhabituel pour les frères Dardenne, et une déception pour son actrice principale, qui était pourtant évoquée pour la troisième année d'affilée parmi les favorites du prix d'interprétation. L'actrice remarque alors : « Les Dardenne reçoivent un prix chaque fois qu'ils se rendent à Cannes, alors je suis devenue un peu parano et je me suis dit : oh mon Dieu, c'est peut-être de ma faute ». La même année, elle fait face à Michael Fassbender dans Macbeth de Justin Kurzel où elle incarne Lady Macbeth. Elle laisse entendre à cette époque sa lassitude d'incarner des anti-héroïnes tragiques et son souhait de se voir offrir des rôles comiques, voire des rôles d'homme.
En 2016, elle présente deux nouveaux films sur la Croisette : Mal de pierres de Nicole Garcia qui évoque la quête éperdue d'amour d'une femme soumise aux carcans sociaux et Juste la fin du monde du réalisateur québécois Xavier Dolan, d'après Jean-Luc Lagarce, en compagnie de Gaspard Ulliel, Vincent Cassel, Léa Seydoux et Nathalie Baye. Elle devient alors la première comédienne à défendre six films en compétition à Cannes sur cinq années consécutives : De rouille et d'os en 2012, The Immigrant en 2013, Deux Jours, une nuit en 2014, Macbeth en 2015 et enfin Mal de pierres et Juste la fin du monde en 2016. En parallèle, elle revient au grand spectacle hollywoodien au côté de Brad Pitt avec Alliés, réalisé par Robert Zemeckis. Les trois films Mal de pierres, Juste la fin du monde et Alliés valent à l'actrice trois succès publics d'affilée à leur sortie à l'automne. Elle retrouve aussi le réalisateur et l'acteur principal de Macbeth dans Assassin's Creed, un film inspiré des jeux vidéo à succès mais qui se révèle être une déception commerciale lors de sa sortie fin 2016,.

Marion Cotillard présente deux films au Festival de Cannes en 2016.
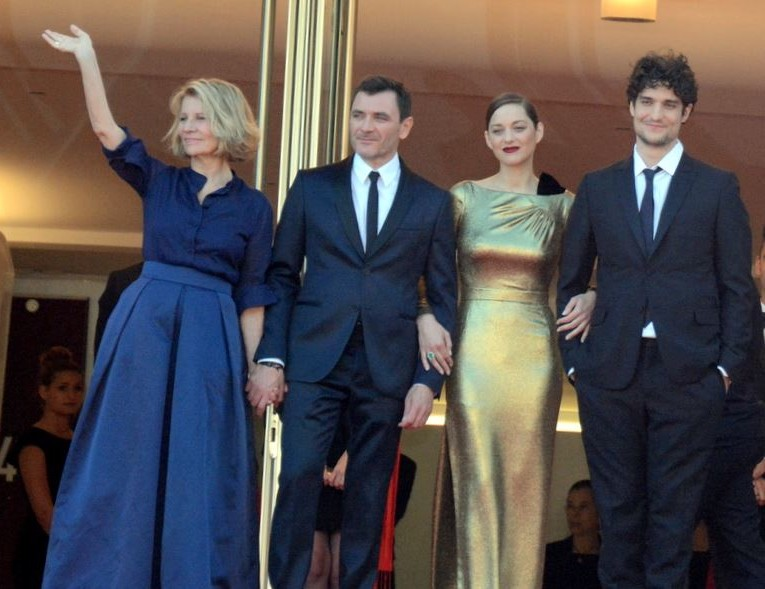
Mal de pierres, avec la réalisatrice Nicole Garcia et les acteurs Àlex Brendemühl et Louis Garrel.
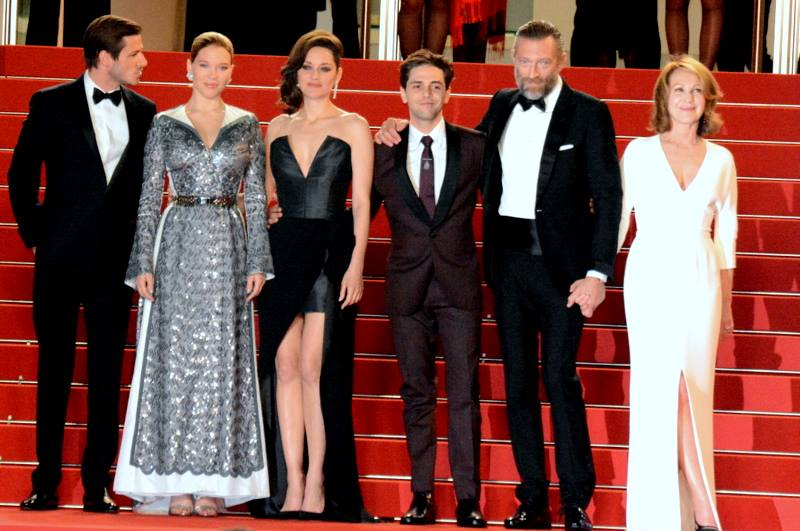
Juste la fin du monde, avec les acteurs Gaspard Ulliel, Léa Seydoux, Vincent Cassel et Nathalie Baye, et le réalisateur Xavier Dolan (en cravate).

### Une star bien établie (depuis 2017)
En 2017, Marion Cotillard figure sur l'affiche officielle de la 42e cérémonie des César et est nommée dans la catégorie des meilleures actrices pour son rôle dans Mal de pierres. Cette même année, elle apparaît dans le film français Les Fantômes d'Ismaël, qu'elle présente à Cannes, et la comédie Rock'n Roll, écrite et réalisée par son compagnon Guillaume Canet, dans laquelle elle joue son propre rôle. En juin, elle office comme présidente du jury du 31e Festival du film de Cabourg.

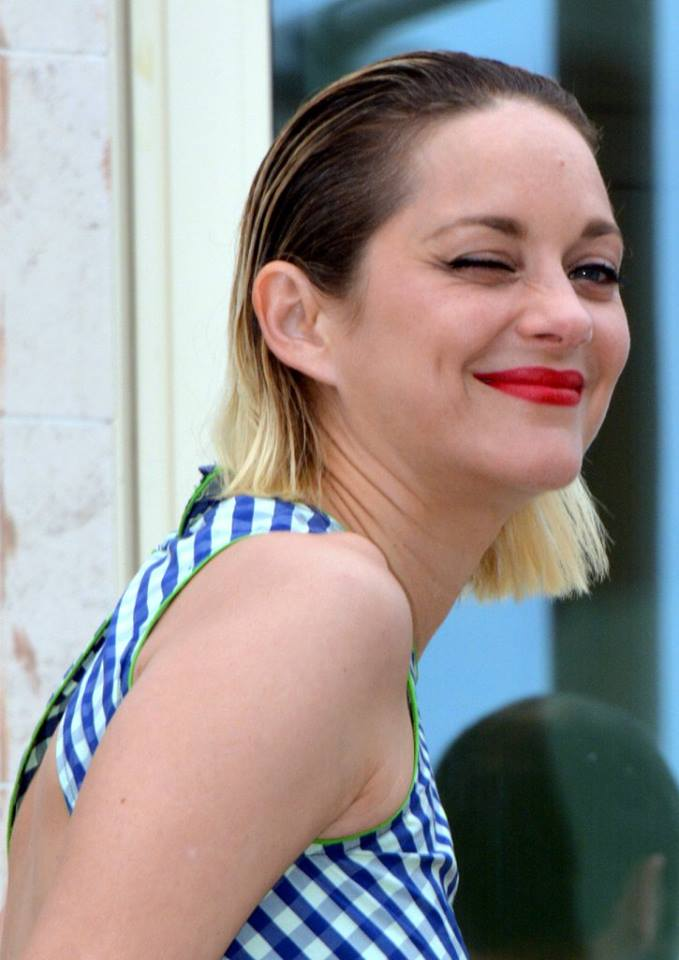
Au festival de Cannes 2018 pour la présentation du film Gueule d'ange.

Fidèle à son alternance de films médiatisés et de projets plus modestes, elle s'engage dans Gueule d'ange, premier long-métrage de la réalisatrice Vanessa Filho. Le film est présenté à Cannes en 2018, où l'actrice profite du festival pour chercher un distributeur à 355, dans lequel elle doit partager l'affiche avec une distribution internationale composée de Jessica Chastain, Lupita Nyong'o, Fan Bingbing et Penélope Cruz ; Cotillard quitte finalement le projet avant sa mise en production et est remplacée par Diane Kruger,. Cette édition du festival est marquée par la lutte contre le harcèlement sexuel dans l'industrie du cinéma, à la suite du scandale de l'affaire Harvey Weinstein. Sur ce très influent homme d'affaires qui avait produit ou distribué trois des films de Cotillard (Nine, The Immigrant et Macbeth),, l'actrice estime qu'il « doit faire face à ce qu'il a fait durant si longtemps. Il doit comprendre que c'est maladif et criminel et qu'il doit faire amende honorable. J'espère et je souhaite que ça l'aide à devenir une meilleure personne ». Elle se désolidarise également du réalisateur Woody Allen, qui l'avait dirigée dans Minuit à Paris en 2011, et qui se trouve à l'époque accusé de viol par l'une de ses filles : « Je dois dire que s’il me proposait un nouveau rôle aujourd’hui — je ne pense pas que ça arrive, car notre expérience en commun était bizarre. J’admire plusieurs de ses films, mais nous n’avions aucune connexion sur le plateau. Mais s'il me proposait un rôle aujourd'hui, je poserais plus de questions, je creuserais cette histoire ».
En 2018 et 2019, l'actrice ralentit son rythme de tournage, un choix notamment dû à la naissance de son second enfant : « J’ai levé le pied. Pour mes enfants, mais aussi pour moi. J’ai énormément travaillé et j’avais besoin d’une pause. Je sentais que j’avais moins envie d’aller sur un plateau, et c’était comme une petite trahison. D’abord, j’avais l’impression de trahir ma passion, ensuite, de voler la place d’une autre qui aurait eu plus de joie ». Elle narre à cette époque le documentaire Dans les yeux de Thomas Pesquet (2018), consacré à l'astronaute français, et double un personnage animal dans la version originale du film familial Le Voyage du Docteur Dolittle. Elle reprend aussi brièvement son rôle de Jeanne d'Arc à quelques reprises pour l'oratorio Jeanne d'Arc au bûcher : en juillet 2018 au festival de Spoleto (Italie), sous la direction de Benoît Jacquot ; en septembre 2019 au festival George-Enescu à Bucarest (Roumanie), sous la direction d'Alexandre Bloch et en 2022 au Théâtre royal de Madrid (Espagne) sous la direction de Juanjo Mena.

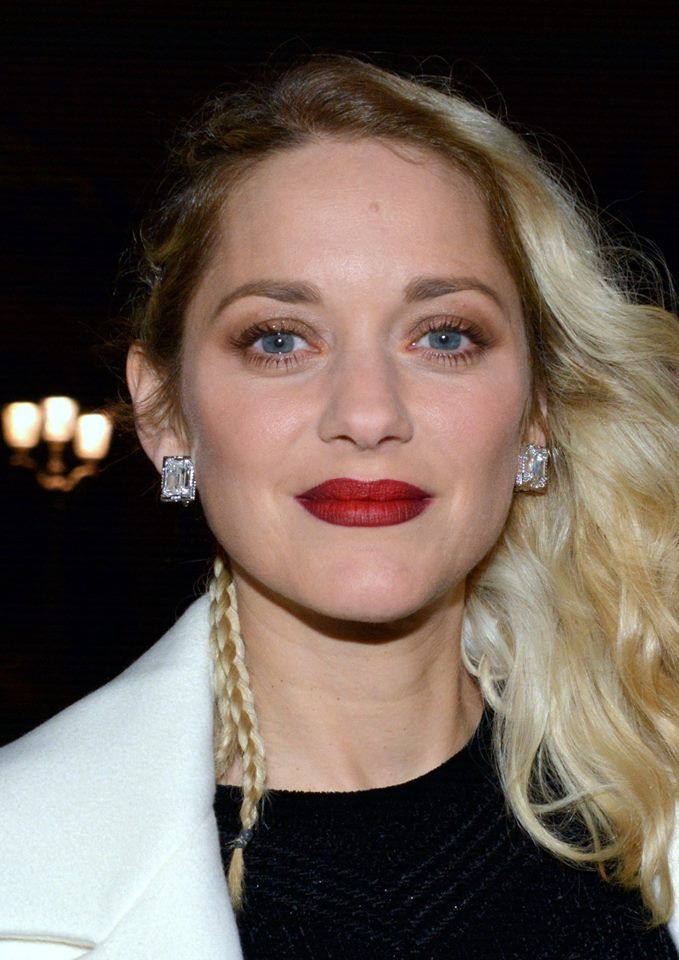
Marion Cotillard en 2018 au dîner des Révélations des César.

Par la suite, elle apparaît dans Nous finirons ensemble, suite des Petits Mouchoirs qui reprend neuf ans après la même équipe et sort en mai 2019. Le film est un bon succès commercial. Lors du Festival de Cannes 2021, elle accompagne le réalisateur Leos Carax, les Sparks et l'acteur Adam Driver pour la présentation officielle du film musical Annette, globalement apprécié par les critiques,. Pour ce deuxième film musical après Nine, Marion Cotillard prend des cours de chant lyrique et sa voix est mêlée à celle de la chanteuse Catherine Trottmann pour les scènes de concert. La complexité des scènes chantées et jouées parfois dans des conditions difficiles lui vaut une 4e nomination aux Golden Globes,. Lors du festival, elle présente aussi en tant que productrice le documentaire écologique de Flore Vasseur Bigger Than Us, qui est nommé au César du meilleur film documentaire en 2022.
En 2021, l'actrice reçoit le prix honorifique Donostia pour l'ensemble de sa carrière, décerné au Festival international de Saint-Sébastien par Penélope Cruz, à qui Cotillard avait elle-même remis un César d'honneur trois ans plus tôt. Elle devient la troisième personnalité française à recevoir ce prix après Isabelle Huppert et Agnès Varda. Cette même année, elle prête sa voix à l'artiste allemande Charlotte Salomon dans la version française du film biographique d'animation Charlotte, qui suit une femme juive en exil après la Seconde Guerre mondiale dans le sud de la France ; elle est également productrice exécutive de ce projet, qui est présenté au festival de Toronto en septembre 2021,. Elle apparaît aussi brièvement dans le petit rôle d'une styliste de mode dans le téléfilm pastiche La Vengeance au triple galop, écrit et réalisé par le comédien Alex Lutz pour parodier les soap opera américains.

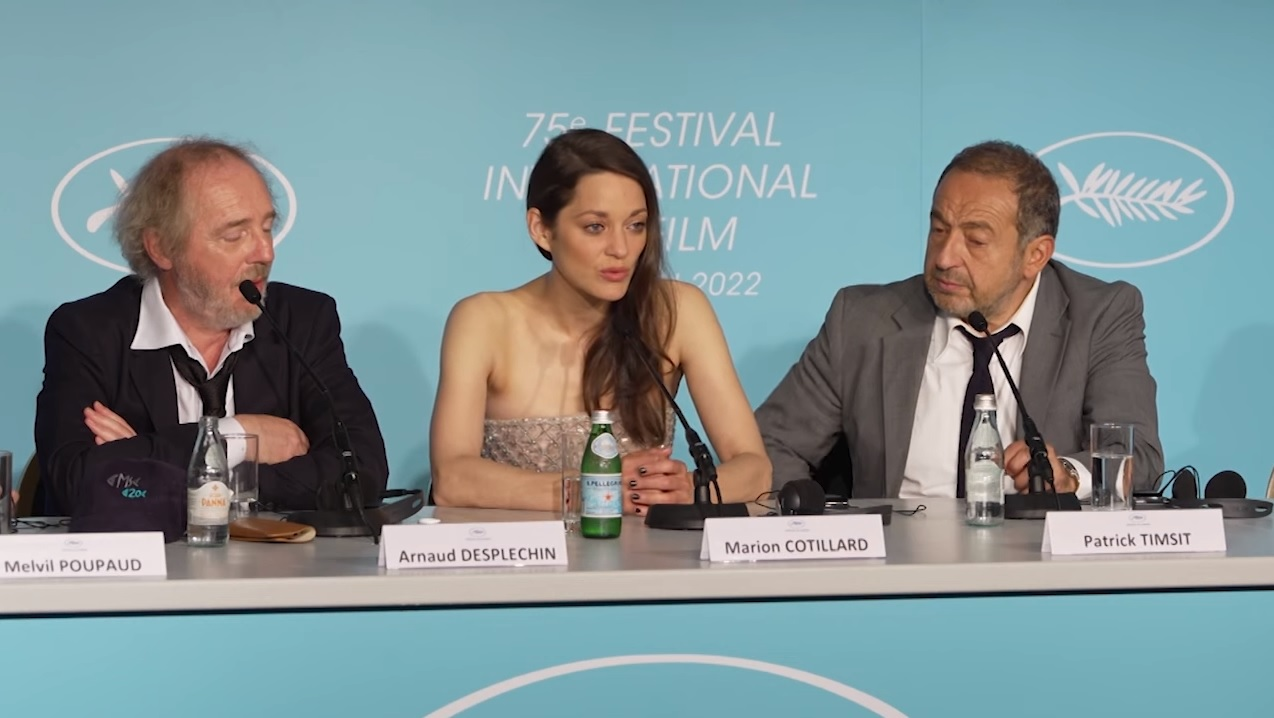
Marion Cotillard en mai 2022 au Festival de Cannes, entourée du réalisateur Arnaud Desplechin et de l'acteur Patrick Timsit pour la présentation du drame Frère et Sœur.

En mai 2022, le journal Libération rapporte que l'actrice aurait été approchée par la direction du 75e Festival de Cannes pour en être la présidente du jury, « sans succès ». Elle y assiste finalement pour y présenter en sélection officielle le drame Frère et Sœur, sa troisième collaboration avec le réalisateur Arnaud Desplechin. Elle y joue la sœur cadette de l'acteur Melvil Poupaud, une artiste consumée par la haine et la rancœur à l'égard de son frère ainé ; leur collaboration reçoit un bon accueil critique. L'actrice profite de cette édition du festival pour annoncer la création d'une société de production de films nommée Newtopia, dont elle est la cofondatrice aux côtés de Cyril Dion et Magali Payen, avec l'objectif de produire « des récits ambitieux pour imaginer un monde soutenable et désirable ».
En 2023, Marion Cotillard figure à nouveau sur l'affiche officielle de la cérémonie des César, dans une scène tirée du film Annette. Cette année-là, l'actrice revient à un cinéma plus grand public avec la sortie d'Astérix et Obélix : l’Empire du Milieu, sa huitième collaboration avec Guillaume Canet, qui joue le rôle d'Astérix et réalise le film. Elle y incarne la reine d'Égypte Cléopatre. Dotée d’un budget de 65 millions d’euros, la superproduction est un échec critique et commercial. Cotillard apparaît aussi dans la série d'anthologie américaine Extrapolations, face notamment à Meryl Streep, qui est diffusée sur la plateforme de streaming Apple TV+. L'actrice prête également sa voix à Louise de Savoie dans le film d'animation Léo, la fabuleuse histoire de Léonard de Vinci, de Jim Capobianco, qui prend pour sujet la vie du peintre italien Léonard de Vinci et son arrivée à la cour de François Ier.
Au 76e Festival de Cannes cette année-là, elle présente le docudrame Little Girl Blue où elle incarne l'écrivaine et photographe Carole Achache, la mère de la réalisatrice Mona Achache,, dans une performance d'actrice que le magazine Vanity Fair qualifie de « bouleversante ». La critique de Télérama, qui attribue un score maximal au film, salue chez Achache « la grande idée […] d’avoir convoqué dans ce dispositif mémoriel une actrice majeure » et voit dans le travail de Cotillard « le plus incroyable témoignage sur un travail d’actrice ». Ce rôle lui vaut une huitième nomination au César de la meilleure actrice.
Le film suivant de Cotillard à sortir au cinéma est le film biographique Lee Miller d'Ellen Kuras, qui retrace le parcours de l'ancienne mannequin et photographe de guerre Lee Miller, incarnée par Kate Winslet. L'actrice française y interprète Solange d'Ayen, une ancienne directrice de la version française du magazine Vogue. Le film est présenté au Festival de Toronto en septembre 2023 mais reçoit un accueil critique mitigé. Elle tient également le rôle principal de La Tour de glace, où elle retrouve la réalisatrice Lucile Hadžihalilović, sous la direction de qui elle avait tourné Innocence en 2004 ; le film suit une actrice prenant sous son emprise une jeune stagiaire et sa sortie en France est prévue pour septembre 2025.

### Projets à venir
Au printemps 2025, Marion Cotillard tourne le thriller Karma sous la direction de Guillaume Canet, pour leur neuvième collaboration.
Elle est aussi annoncée dans la distribution de la quatrième saison de la série télévisée américaine The Morning Show.

## Vie privée et engagements

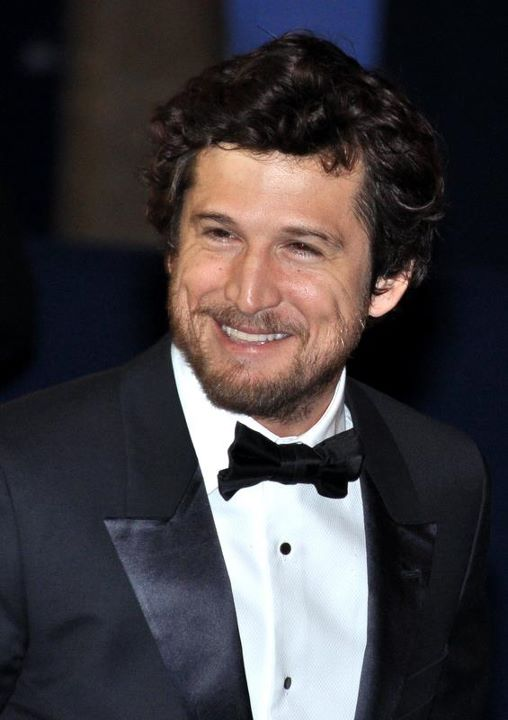
L'acteur et réalisateur Guillaume Canet, compagnon de Marion Cotillard de 2007 à 2025.

Dans les années 1990, Marion Cotillard fréquente l'acteur Julien Rassam, fils du réalisateur et producteur Claude Berri. Le 18 octobre 1998, il se défenestre sous ses yeux depuis le troisième étage de l'hôtel Raphael à Paris. Devenu tétraplégique, il se suicide en 2002.
De 2000 à 2005, elle entretient une relation avec l'acteur Stéphan Guérin-Tillié, avec qui elle joue dans les courts métrages Quelques jours de trop (2000) et Heureuse (2001), dans la série télévisée Les Redoutables (2001), et aussi dans deux longs métrages de 2005 : Cavalcade de Steve Suissa et Edy, ce dernier film étant réalisé par Guérin-Tillié,. Elle fréquente ensuite le chanteur Sinclair de 2005 à 2007,.
À partir d'octobre 2007, Marion Cotillard devient la compagne de l'acteur et réalisateur Guillaume Canet,, une relation très suivie par les médias et comparée à celle du couple hollywoodien « Brad Pitt et Angelina Jolie ». Amis depuis 1997, tous deux ont tourné ensemble pour la première fois en 2002 dans la comédie romantique Jeux d'enfants, avant de multiplier les collaborations dans les années 2010 : ils se retrouvent en 2009 dans l'épopée Le Dernier Vol et en 2015 pour doubler Les Minions, et elle joue sous la direction de Canet dans les films Les Petits Mouchoirs (2010), Blood Ties (2013), Rock'n Roll (2017), Nous finirons ensemble (2019), Astérix et Obélix : L'Empire du Milieu (2023) et le projet de film Karma, en tournage en 2025. Malgré les rumeurs, l'actrice dément leur mariage dans un entretien conduit en 2014. Le couple reste très discret, n'apparaissant en public qu'en de rares occasions, et donne naissance à deux enfants, un garçon prénommé Marcel le 19 mai 2011 et une fille prénommée Louise le 10 mars 2017. En septembre 2016, et notamment pour faire taire les rumeurs selon lesquelles elle serait liée à la séparation très médiatisée des acteurs américains Brad Pitt et Angelina Jolie, c'est sur le réseau social Instagram que Cotillard rend publique sa seconde grossesse.
Habituée à être visée par les paparazzis pendant ses tournages à l'étranger, l'actrice fait notamment condamner en 2012 un site qui a publié des photos d'elle dans un aéroport.
Elle a été végétarienne pendant douze ans.
Le 27 juin 2025, Marion Cotillard et Guillaume Canet annoncent leur séparation.

## Image publique

### Jeu d'actrice

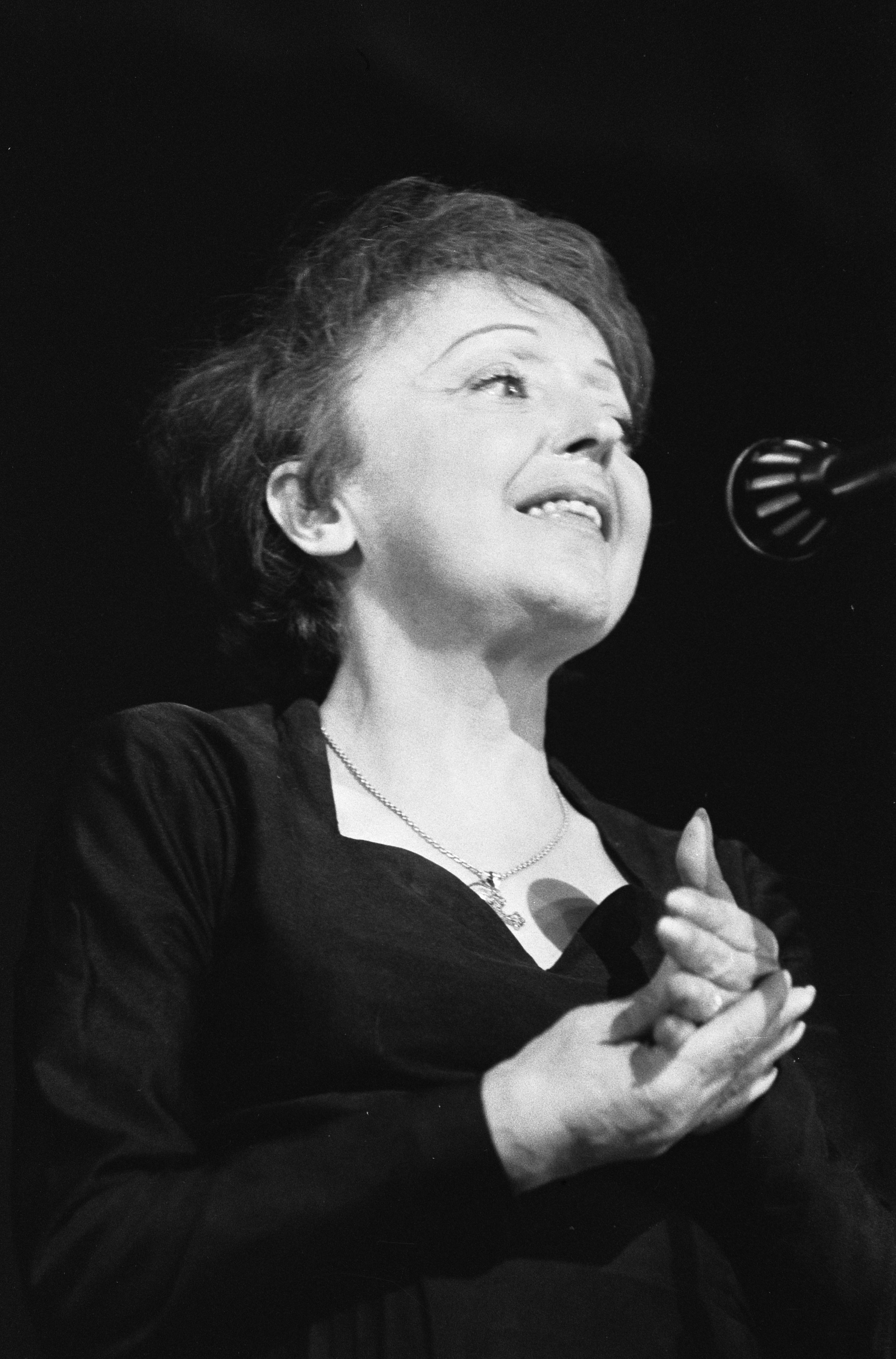
La chanteuse Édith Piaf : le rôle du grand tournant pour Marion Cotillard.

Marion Cotillard est une actrice largement reconnue pour la justesse de ses interprétations, notamment grâce à ses méthodes de recherche psychologique fouillée similaires à celle de l'Actors Studio. Depuis son apparition de sept minutes dans Un long dimanche de fiançailles, qui lui valut un César, les critiques ne cessent de louer sa finesse et sa polyvalence, même dans des films de qualité inégale. Son compagnon, l'acteur et réalisateur Guillaume Canet, qui joua à ses côtés ou la fit tourner dans 8 films, admire son dévouement sans faille : « à partir du moment où elle a décidé de faire un film, elle le fait à 150 %, sans se poser la question de savoir si le metteur en scène va faire un bon film ou un mauvais film. Parfois il peut arriver qu'un acteur se retienne, se protège, ne se lâche pas complètement dans la direction que lui demande le réalisateur parce qu'il a peur pour son image. Chez Marion, ça n'existe pas ».
Pour représenter fidèlement Édith Piaf dans La Môme, par exemple, la comédienne accepte des transformations physiques sans commune mesure : cinq heures quotidiennes de maquillage, des sourcils et la naissance des cheveux rasés, jouer tassée pour paraître plus petite qu'elle ne l'est, adopter une voix grave… Ce dévouement lui en coûte beaucoup, et neuf mois s'écouleront avant que Piaf ne cesse de la hanter : « J'ai tout tenté. J'ai fait des exorcismes avec du sel et du feu. J'ai voyagé jusqu'à Bora Bora pour lui échapper. Je suis allée au Pérou, au Machu Picchu et j'ai suivi des cérémonies antiques de chaman pour me purifier, après avoir finalement compris pourquoi je ne parvenais pas à la laisser partir : [Piaf] avait été abandonnée toute petite. Être toute seule, c'était sa plus grande peur », explique-t-elle dans un entretien avec The Guardian. En écho à cette performance renommée, l'acteur et humoriste Éric Judor propose en 2011 dans la série télévisée Platane une intrigue dans laquelle le comédien, sorti d'un coma de plusieurs années, décide de relancer sa carrière et de se donner une image plus sérieuse avec un projet intitulé « La Môme 2.0 : Next Generation ».
Parmi d'autres interprétations exigeantes, l'actrice prend des cours de natation de manière à paraître crédible en dresseuse d'orques dans De rouille et d'os, et elle apprend le polonais ainsi qu'à parler anglais avec un accent polonais dans The Immigrant.
La naissance de son premier enfant en 2011 modifie cependant sa manière de s'investir dans un rôle et lui permet de plus facilement cloisonner ses deux vies :

« Avant de fonder ma famille, je dévouais ma vie à mon personnage. Plus celui-ci m'affectait, plus je m'en sentais proche. Mais je ne peux plus m'enfermer dans un autre monde, maintenant. Je ne veux pas perturber mon fils sous le prétexte que je serais dans un état second, en pleine dépression ou en train de tuer un roi [en référence à son interprétation de Lady Macbeth en 2015]. »

— Marion Cotillard sur sa propension à s'immerger dans des rôles
Son engagement dans ses rôles et l'authenticité de ses interprétations forcent l'admiration de ses pairs, à commencer par l'actrice australienne Cate Blanchett, elle-même lauréate de deux Oscars, qui la trouve, à l'occasion de Deux Jours, une nuit : « pour faire court, tout simplement époustouflante », en plus de la reconnaître comme « l'une des interprètes les plus talentueuses, séduisantes et courageuses en activité aujourd'hui ». Jessica Chastain sollicite les conseils de Cotillard avant de tourner La Couleur des sentiments (pour lequel son rôle lui vaut une nomination à l'Oscar du meilleur second rôle), et ne tarit pas d'éloges sur elle : « J'aime tout ce que fait Marion Cotillard, chaque année. On devrait juste lui offrir tous les rôles, vu qu'elle est incroyable. ». De nombreux acteurs de la « nouvelle génération » se réclament aussi d'admiration pour la Française : les Américaines Emma Stone (qui s'inspire de son interprétation dans La Môme pour tourner La La Land), Amy Adams, Elle Fanning, Mia Goth et Jennifer Lawrence ou les Britanniques Carey Mulligan et Eddie Redmayne, la Suédoise Alicia Vikander,. En France, se joignent à eux Eva Green, Léa Seydoux, Omar Sy, Louis Garrel, et Gaspard Ulliel, selon qui elle est l'actrice avec qui il a le plus aimé tourner.

Plusieurs actrices reconnaissent Cotillard comme l'une des comédiennes en activité les plus inspirantes
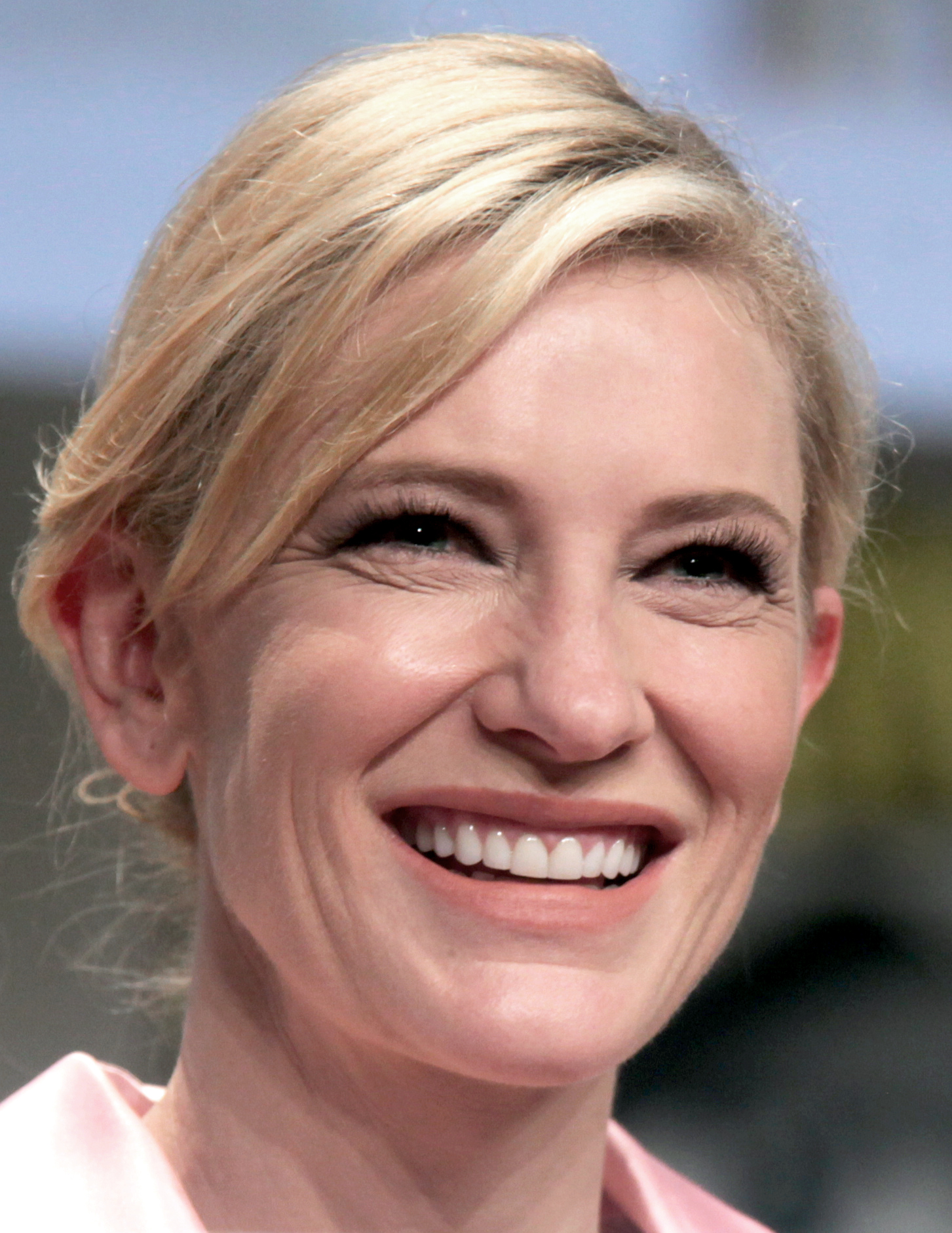
L'Australienne Cate Blanchett, ici en 2014.
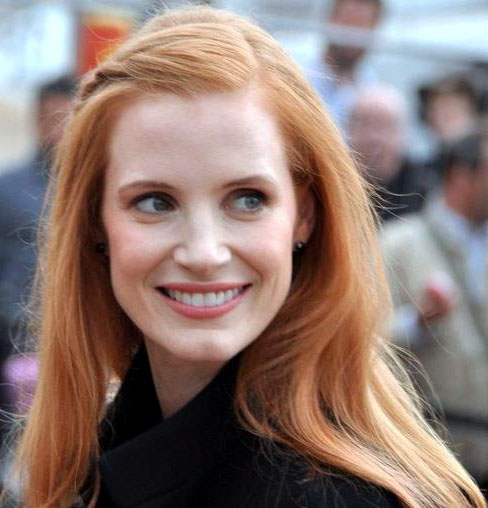
L'Américaine Jessica Chastain, ici en 2012.
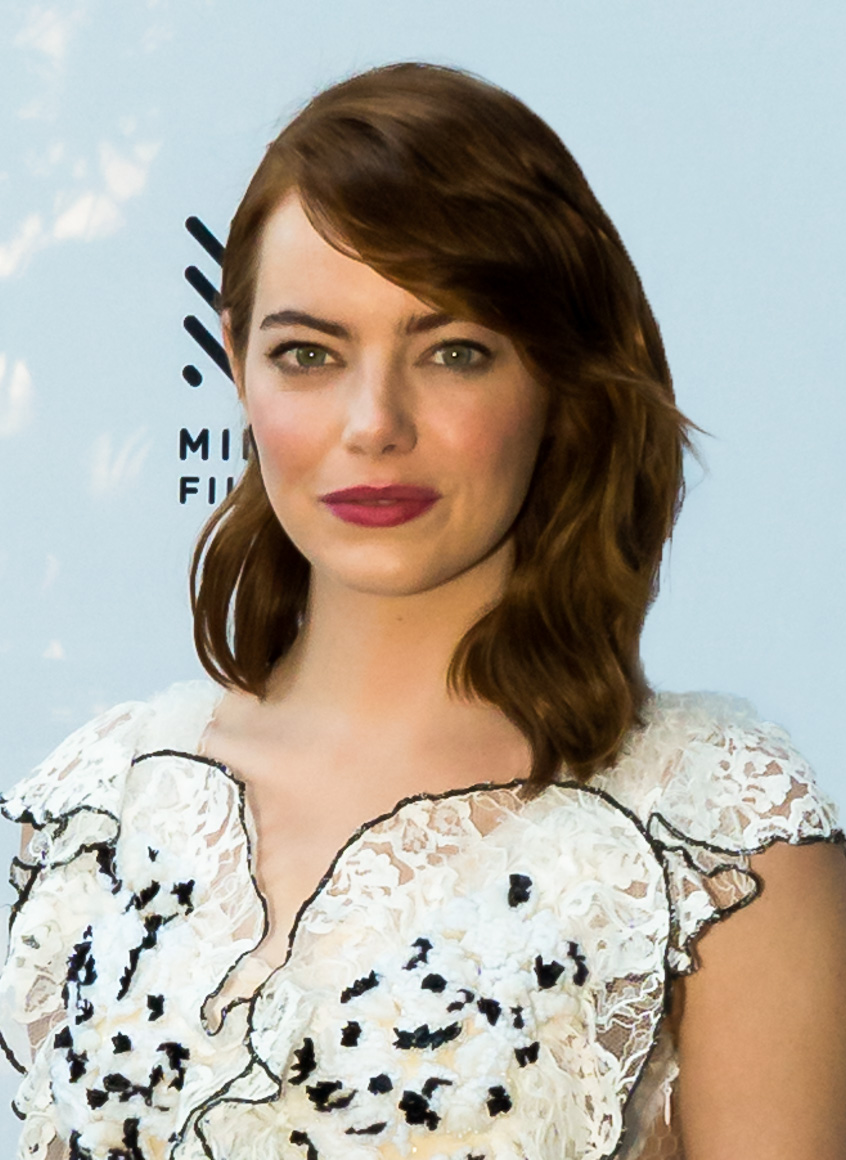
L'Américaine Emma Stone, ici en 2016.

En 2020, Marion Cotillard fait partie des 45 administrateurs de l'Académie des César, qui réunit les professionnels du cinéma français.

### Dans les médias
Auprès des médias, l'actrice désarçonne ses interlocuteurs par sa candeur et sa sincérité en interview, lesquelles lui valent bien des ennuis lorsque, lors de la promotion américaine de La Môme, certains de ses propos sur le 11 septembre ressurgissent. « Moi, je suis très très mauvaise pour parler de n’importe quoi », admet-elle en 2013 sur la radio RTL, en plus de « trouver indécent de parler de [soi] ». D'après Libération, Marion Cotillard possède ainsi une « faculté à déraper facilement » et « a d’abord longtemps traîné une image de godiche du cinéma français ».

« Le parcours de Marion Cotillard est probablement l’un des plus bizarres du cinéma français. Alternativement adulée, oscarisée et moquée, l’actrice […] a aligné comme personne les grands rôles et les moments de lose magnifiques. »

— Pierre Labrunie dans Libération en 2014
Elle semble cependant par la suite gagner en expérience du milieu, maîtriser mieux son image et incarner « un modèle de professionnalisme intelligent ». D'après une agence française, « Marion Cotillard appartient à cette génération d'acteurs qui a grandi avec les grosses promotions des superproductions américaines et qui, du coup, est décomplexée vis-à-vis du marketing ». En 2020, Vogue a classé Cotillard au quatorzième rang des « plus belles actrices françaises de tous les temps ». En 2021, le magazine spécialisée Télérama la liste parmi les vingt acteurs majeurs du début du XXIe siècle, en saluant chez elle le « meilleur produit d’exportation [français]. »

### Opinion publique

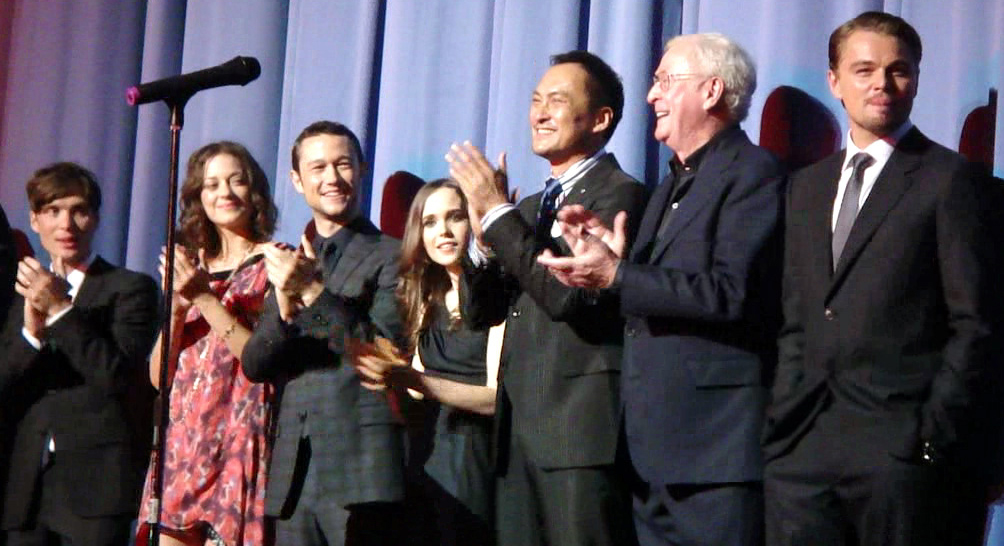
Cillian Murphy, Marion Cotillard, Joseph Gordon-Levitt, Elliot Page, Ken Watanabe, Michael Caine et Leonardo DiCaprio, lors de la première londonienne du film Inception en juillet 2010. L'actrice retrouvera la majorité de ces acteurs et de l'équipe technique pour The Dark Knight Rises en 2012.

Malgré ce plébiscite des critiques, la popularité de l'actrice auprès du public français est plus douteuse, comme a pu l'illustrer l'immense retentissement de la scène de la mort de son personnage dans The Dark Knight Rises. Ces quelques secondes deviennent un phénomène internet. Un blog Tumblr moqueur intitulé « People dying like Marion Cotillard » (« Des gens mourant comme Marion Cotillard ») est spécialement créé pour recenser les internautes imitant le jeu de l'actrice, et l'émission Le Petit Journal approche plusieurs grands acteurs au festival du film d'Angoulême pour leur demander de se joindre à la farce, tandis que le magazine Première juge la séquence à la fois « cultissime » et « ridicule et risible ». Seul son compagnon, Guillaume Canet, la défend alors, clamant que le réalisateur Christopher Nolan « aurait dû monter une autre prise » plutôt que de sélectionner celle qui a été décriée.
Ce n'est que quatre ans plus tard, et après avoir dû mettre en scène à plusieurs reprises son auto-dérision dans des sketches variés faisant référence au film, que Marion Cotillard s'exprime pour la première fois sur le sujet. Elle admet avoir trouvé les réactions de l'époque « disproportionnées » et qu'« il y a des choses qui peuvent blesser ».
Rétrospectivement, cependant, ses collègues et certaines publications se mettent à porter plutôt le blâme sur le mauvais choix du réalisateur Nolan, et à rappeler la valeur du jeu d'actrice de Marion Cotillard, qui a dans les médias été réduite à une seule scène de quelques secondes, occultant au passage tout le reste de sa carrière. Xavier Dolan, pour qui elle a tourné Juste la fin du monde, se fait l'écho de ce type d'opinion en affirmant que « les gens ont un mépris systématique pour Léa [Seydoux] et Marion [Cotillard] parce qu’elles ont du succès, parce qu’elles voyagent, qu’elles tournent avec des metteurs en scène connus. » L'acteur Jean Dujardin, interrogé en 2013, blâme également les communautés en ligne qui peuvent propager des moqueries virales : « Il y a les boîtes à lettres et les boîtes à mal-être, comme internet. Je trouve dégueulasse toute cette merde qu'on balance sur Marion Cotillard. Elle est dans la cible, et je ne comprends pas pourquoi. Pourquoi on fait des stars si c'est pour les détruire ? » Un journaliste analysant la position ambivalente des Français envers les actrices travaillant aux États-Unis estime qu'elle fait figure de « mal-aimée » du cinéma français :

« Marion Cotillard représente le succès et une certaine idée de la France, distinguée, charmeuse, talentueuse, découverte par les Américains depuis son rôle et son Oscar reçu pour La Môme. Mais en France, être prophète en son pays est sacrément difficile, surtout quand on est une femme qui a du succès à l’international. On va préférer analyser sa façon de parler, son “arrogance”, ses déclarations ou sa vie privée. Son jeu d’acteur ? Non, bien sûr que non. »

### Succès commercial et revenus
Au 19 février 2024, son box-office français, tous rôles confondus, totalise 75 384 557 entrées. Marion Cotillard a d'abord commencé par connaître le succès en France avec des films français, notamment avec les trois premiers films de la saga Taxi, Jeux d'enfants, Un long dimanche de fiançailles, puis La Môme. Depuis 2009, son succès commercial en France comprend également des films américains comme Minuit à Paris ou Inception, et des films français comme De rouille et d'os ou Juste la fin du monde.
Au niveau international, elle se fait connaître grâce à son interprétation dans La Môme, mais c'est le film de super-héros The Dark Knight Rises qui constitue son plus gros succès commercial, en obtenant en 2012 la 10e position au box-office mondial toutes années confondues et la 6e position sur le territoire américain.
L'actrice fait régulièrement la liste des personnalités du cinéma les mieux payées en France. D'après Le Figaro, elle fait partie d'une génération d'acteurs français bilingues capables de naviguer aisément dans les studios hollywoodiens. Selon la journaliste Lena Lutaud, « ce n'est pas un hasard si Marion Cotillard et Guillaume Canet ont privilégié le magazine US Weekly pour annoncer la naissance de leur enfant au printemps 2011 ». Et si les salaires américains sont parfois moins élevés qu'en France, les contrats publicitaires comme celui de l'actrice avec Dior permettent de compenser. En 2011, elle est ainsi en tête du classement avec une rémunération totale de 2,35 millions d'euros, dont un million pour le blockbuster américain Inception et 800 000 euros pour le film français Les Petits Mouchoirs. Le CNC met cependant en place plusieurs mesures fin 2014 pour limiter la rétribution des acteurs les plus demandés en France pour des films bénéficiant d'argent public, parmi lesquels figure Marion Cotillard.

## Autres activités

### Engagements écologistes, humanitaires et politiques

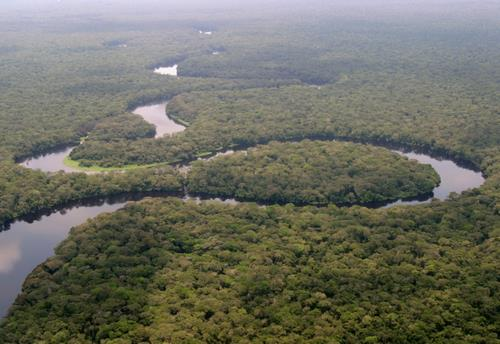
L'actrice milite notamment aux côtés de Greenpeace pour la préservation de la forêt du bassin du Congo.

La carrière de Marion Cotillard est marquée par son implication dans plusieurs initiatives écologiques. Dans les années 1990, par exemple, elle se distingue en rejetant un contrat publicitaire avec L'Oréal, en protestation contre les tests que l'entreprise de cosmétiques réalise sur des animaux. Nommée en 2010 marraine de l'organisation caritative de la navigatrice Maud Fontenoy, elle se rend dans plusieurs collèges pour sensibiliser les enfants à la biodiversité marine. En 2011, elle signe une pétition pour soutenir le chef indigène brésilien Raoni dans sa lutte contre le barrage de Belo Monte. Militante de l'ONG Greenpeace depuis 2001, l'actrice use de sa notoriété pour sensibiliser à la préservation de l'environnement en prenant part à de nombreuses manifestations et marches pacifiques. En juillet 2010, elle se rend ainsi au Congo avec Greenpeace pour alerter sur la déforestation massive de la forêt du bassin du Congo ; un documentaire retraçant son voyage est diffusé par l'organisation. En 2013, elle s'enferme avec d'autres militants dans une cage, à Paris, pour exiger la libération de trente membres de Greenpeace détenus en Russie. Elle participe aussi en 2020 à une campagne de Greenpeace en Antarctique en faveur de la protection des océans.
L'actrice s'investit également dans la représentation de l'écologisme au cinéma. En 2009 et en 2014, elle participe à la narration de deux documentaires sur des milieux naturels en danger, Voyage sous les mers 3D et Terre des ours. En 2011, elle apporte son soutien à l'association Wild-Touch en parrainant Il était une forêt, un projet cross media sur les dernières grandes forêts primaires. En 2022, elle est marraine de l'émission Aux arbres citoyens, conçue par son ami Cyril Dion en faveur de la lutte contre le dérèglement climatique et le maintien de la biodiversité.
Marion Cotillard se joint à plusieurs reprises à des initiatives politiques pour faire avancer la cause de l'écologie. En 2009, elle participe à l'enregistrement de la chanson Beds Are Burning, message lancé par Kofi Annan pour mobiliser la population en vue de la conférence de Copenhague. En février 2015, elle participe à un voyage du président François Hollande à Manille, pour y prononcer un discours de sensibilisation sur le réchauffement climatique en vue de la conférence de Paris à venir. En septembre 2018, à la suite de la démission du ministre français de l'écologie Nicolas Hulot, elle cosigne la tribune « Le plus grand défi de l'histoire de l'humanité ». Elle se montre critique en 2018 de l'action du gouvernement français en matière de protection de l'environnement : « Ma foi en la politique a été vraiment mise à mal. C’est faire des promesses pour avoir une belle image et derrière ne pas les tenir du tout. Je trouve cela insupportable ». Elle participe également à plusieurs marches pour le climat. À partir de la fin des années 2010, nombre de ses engagements écologiques s'inscrivent en commun avec le militant Cyril Dion. Avec lui, elle rencontre le président Emmanuel Macron en 2019, dans le contexte du mouvement des Gilets jaunes, pour suggérer ce qui deviendra la Convention citoyenne pour le climat. Elle intervient à la tribune de la convention lors de sa dernière session de travail, en juin 2020, en saluant son travail et en s'engageant à le relayer. En 2019, elle signe aussi une tribune intitulée « Résister et créer », lancée par le mouvement On Est Prêt avec Cyril Dion, pour interpeller le monde du cinéma sur le climat,.
L'actrice admet en 2014 que ses engagements écologiques apparaissent en contradiction avec ses déplacements incessants en avion, exigés par son métier, et son rôle d'ambassadrice pour la maison de couture Dior, qui relève du conglomérat LVMH : « Être militante et être actrice, ce n'est pas compatible. C'est pour ça qu'Audrey Hepburn a arrêté de tourner, et c'est pour ça qu'Angelina Jolie arrêtera. Moi, je ne suis pas encore prête à le faire. » Lorsqu'elle apparaît comme marraine de l'émission Aux arbres citoyens en 2022, Marion Cotillard fait d'ailleurs face à de nombreuses critiques sur les réseaux sociaux, où des internautes lui reprochent un bilan carbone qu'ils supposent élevé du fait de ses déplacements fréquents pour des tournages de film ou des engagements publicitaires. Le journal Libération relève que sa présence à ce genre d'évènements de sensibilisation peut s'avérer contre-productive, les fautes supposées de l'actrice, comme ses possibles utilisations de yacht ou de jet privé ou bien son inauguration en 2007 du paquebot Costa Serena, dédouanant le grand public de la responsabilité de s'engager. Pour un chercheur interrogé par le journal, « les stars ne vivent pas dans le même monde que les gens qui les regardent. Cela peut donner un sentiment d’hypocrisie où la population a l’impression de se faire donner une leçon par quelqu’un qui a une empreinte carbone beaucoup plus lourde qu’eux ».
Marion Cotillard prend également des engagements sociaux ou humanitaires. En avril 2012, elle rend visite à la Française Florence Cassez dans la prison pour femmes de Tepeplan au Mexique.En novembre 2019, elle apporte son soutien à l'actrice Adèle Haenel qui révèle avoir subi des agressions sexuelles alors qu'elle était adolescente. En mars 2021, elle signe une tribune de la Société des réalisateurs de films intitulée Un jour sans fin, demandant au Président Emmanuel Macron la réouverture des salles de cinéma en France après la pandémie de Covid-19. En octobre 2022, Cotillard est l'une des nombreuses actrices françaises à signer une lettre ouverte soutenant la révolte des femmes en Iran et à se couper les cheveux en réaction à la mort de Mahsa Amini,. En décembre 2022, elle rejoint quelque 500 artistes qui appellent dans une lettre ouverte à la libération de l'actrice iranienne Taraneh Alidoosti, arrêtée pour avoir soutenu les manifestations en Iran. En janvier 2023, elle proteste dans une vidéo contre l'emprisonnement et les exécutions de manifestants en Iran.
Elle apporte en 2023 son soutien à l'association écologiste Les soulèvements de la Terre, dissoute par décret du gouvernement, et dénonce la politique répressive du gouvernement d'Emmanuel Macron.
En juin 2024, dans le cadre des élections législatives anticipées en France, Marion Cotillard appelle à voter contre le parti d'extrême droite le Rassemblement national. Sur l'une de ses publications Instagram, cette dernière apparaît avec un pin's où il est inscrit « La jeunesse EMMERDE le front Nazional » .

### Musique
En parallèle de sa carrière d'actrice, Marion Cotillard participe parfois à des œuvres musicales en tant que chanteuse ou bassiste. Il s'agit surtout de collaborations avec des artistes qu'elle admire ou dont elle est proche, tels Hawksley Workman et Yodelice ou d'œuvres créées dans le cadre de la promotion du sac Lady Dior, comme The Eyes of Mars, chanté avec Franz Ferdinand. Hawksley Workman a participé à la bande originale d'une des publicités tournées pour Dior dans lesquelles elle joue : le court-métrage Lady Grey et Yodelice contribue à celle de l'épisode Lily's body du web-documentaire sur Dior ; il signe également la musique du film Les Petits Mouchoirs. Certaines chansons font également partie de la bande originale de films auxquels elle participe, telles Take It All ou My Husband Makes Movies, de la comédie musicale Nine.

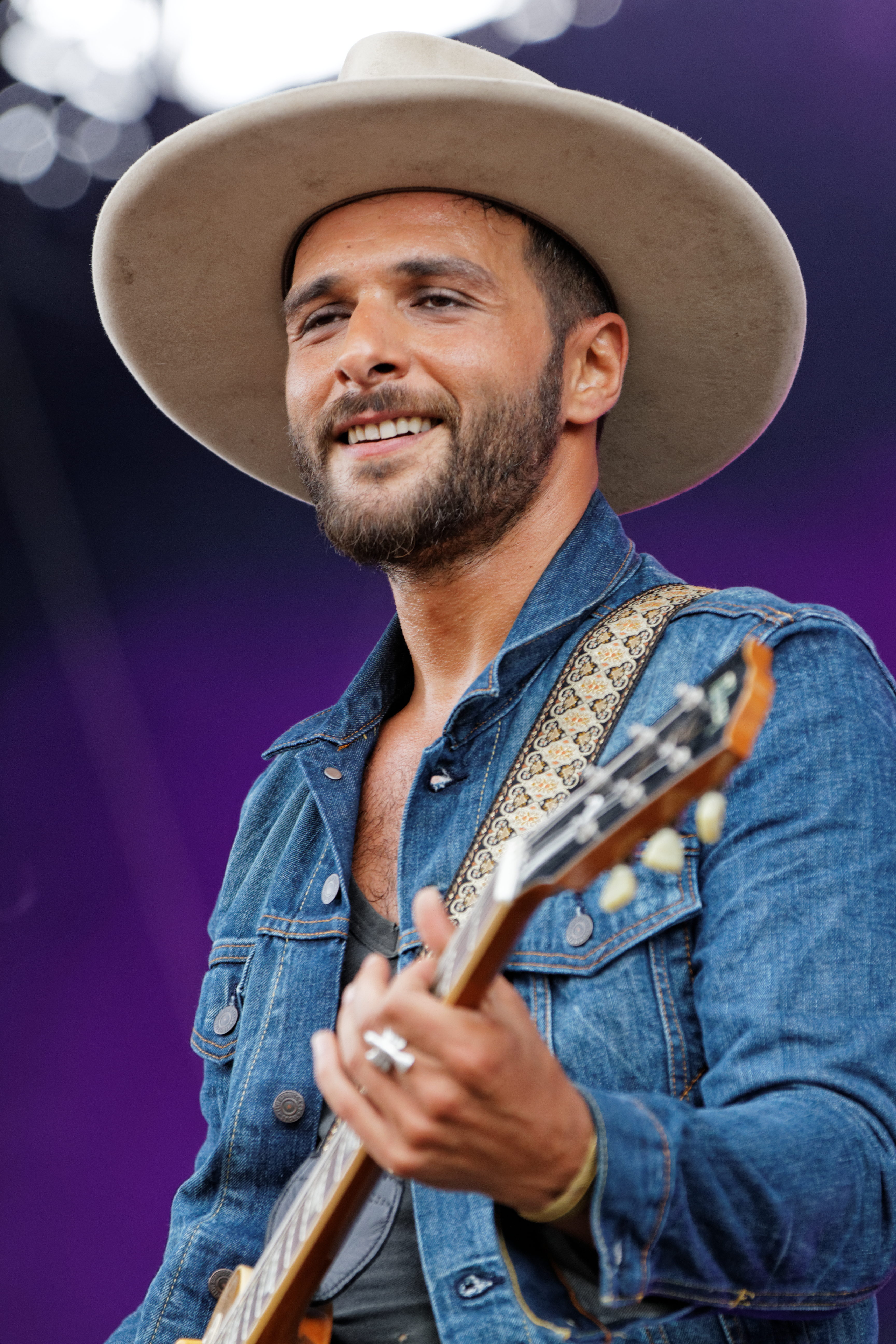
Maxime Nucci (Yodelice), que Marion Cotillard a accompagné sur quelques concerts de sa tournée en 2010-2011.

À la fin 2010 et au début 2011, à l'invitation de son ami Maxime Nucci, elle parcourt les routes avec son groupe, Yodelice. Elle l'accompagne à certains de ses concerts en France et en Belgique et sur quelques plateaux télévisés, où elle interprète le titre phare de l'album Cardioid : More Than Meets The Eyes. Sur scène, elle se présente sous le pseudonyme de « Simone », prénom de sa grand-mère maternelle, « qui rêvait d'être chanteuse »,.
Selon Joseph Mount, créateur du groupe Metronomy, Marion Cotillard a enregistré en 2014 des chansons avec le groupe. Ils se produisent sur la scène du Palais des sports de Paris en novembre 2014, à l'occasion de la soirée d'anniversaire de la chaîne Canal+ où elle interprète Is She Really Going Out With Him?.

#### Interprétations
- 2001 : L'Homme d'amour avec Jeanne Moreau pour le film Lisa
- 2001 : La Fille de joie et La Conne pour le film Les Jolies Choses
- 2002 : Une affaire privée avec Éric Demarsan pour le film Une affaire privée
- 2003 : No Reason to Cry Out Your Eyes avec Hawksley Workman
- 2005 : It Had to Be You pour le film Edy
- 2008 : No Reason to Cry Out Your Eyes et The Strong Ones avec Hawksley Workman
- 2009 : Beds Are Burning pour le projet TckTckTck - Time for Climate Justice
- 2009 : My Husband Makes Movies et Take It All pour le film Nine
- 2010 : Five Thousand Nights et Happy Crowd avec Yodelice
- 2010 : The Eyes of Mars avec Franz Ferdinand pour la campagne Lady Dior
- 2012 : Lily's Body (dont elle écrit également les paroles[197]) et Nantes pour le Lady Dior Web Documentary de la campagne Lady Dior
- 2014 : Snapshot in LA (dont elle écrit également les paroles avec John Cameron Mitchell) pour la campagne Lady Dior

### Collaboration avec Dior puis Chanel

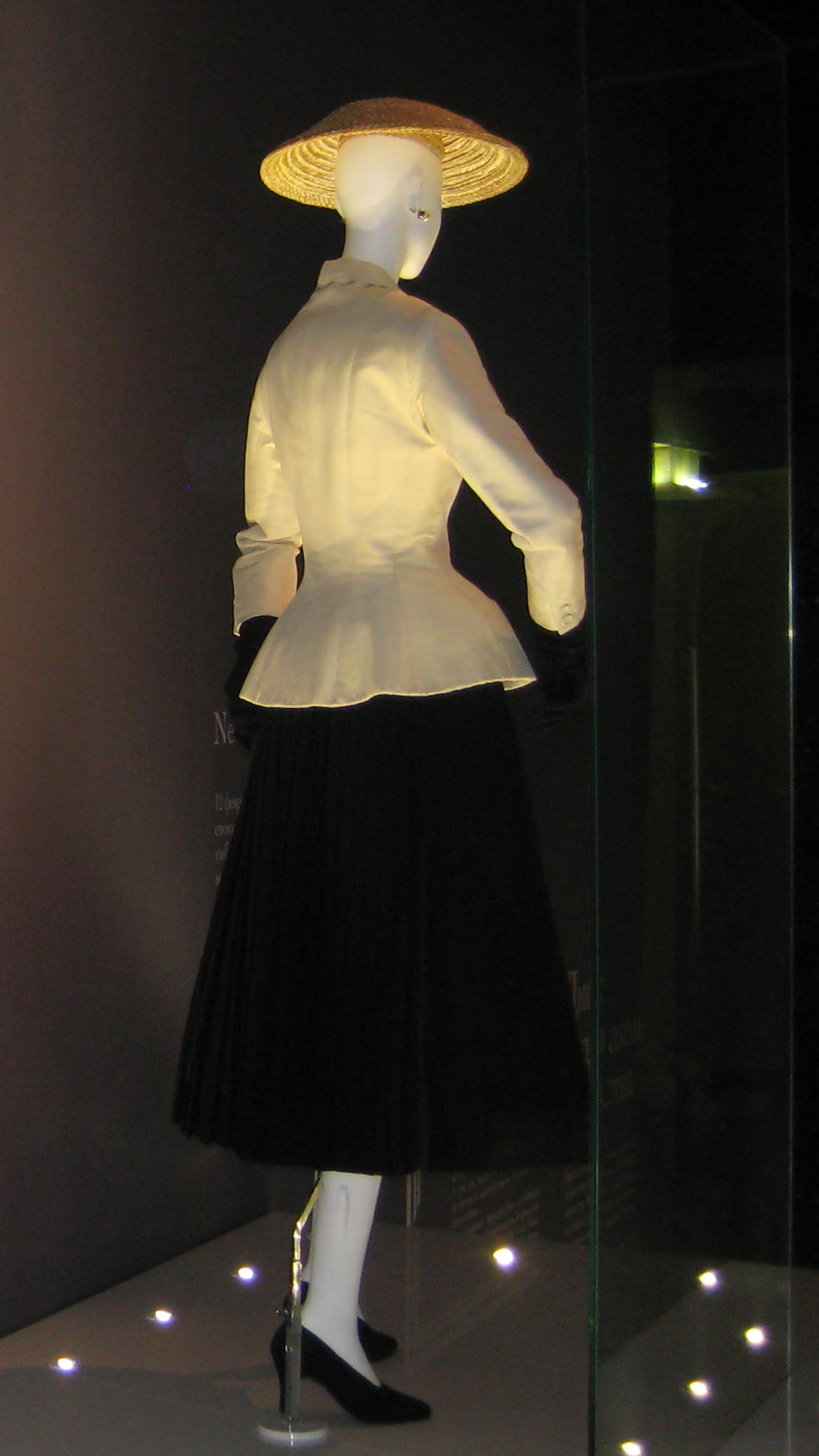
L'actrice fait la couverture du tout premier Dior Magazine en revêtant des modèles classiques de la marque, comme la veste Bar.

En 2008, elle devient l'égérie de la marque Dior, dont elle porte régulièrement les créations sur le tapis rouge, et surtout du sac Lady Dior, qu'elle promeut en étroite collaboration avec les couturiers de la maison Dior, notamment John Galliano et Raf Simons. Elle est même invitée à élaborer son propre modèle de sac en 2012. La campagne de publicité pour Lady Dior conduit l'actrice à apparaître dans des publicités semblables à des courts-métrages, élaborées par des réalisateurs prestigieux, comme David Lynch, John Cameron Mitchell et Olivier Dahan (qui la dirige dans La Môme). L'actrice et la maison de haute couture proposent également un web-documentaire en sept parties qui explore leur collaboration et l'histoire de la marque Dior. Elle est mise à l'honneur dans le tout premier numéro de Dior Magazine, en septembre 2012.
En 2017 cependant, la maison de couture rompt soudainement cette collaboration vieille de près d'une décennie juste avant l'ouverture du Festival de Cannes, où l'actrice était attendue vêtue de Dior pour présenter Les Fantômes d'Ismaël. Dans les cercles de la mode, l'initiative en est attribuée à la nouvelle directrice artistique, Maria Grazia Chiuri, qui aurait souhaité faire appel à une personnalité plus jeune, mais la décision est inattendue et embarrasse l'actrice à la veille de la promotion de son nouveau film, en plus d'ouvrir un conflit entre Sidney Toledano, le PDG de la maison de couture, et Bernard Arnault, président de LVMH et propriétaire de Dior.
En 2020, c'est un autre géant du luxe en la personne de Chanel qui propose à l'actrice de devenir la nouvelle égérie de son parfum le plus célèbre et le plus vendu au monde, Chanel N°5, en prenant ainsi la relève de stars internationales telles que Catherine Deneuve et Nicole Kidman. Pour les besoins de sa promotion, elle participe notamment à une publicité mélangeant choréographie et chant avec le danseur étoile Jérémie Bélingard,.

## Filmographie

### Cinéma

#### Longs métrages

##### Années 1990
- 1994 : L'Histoire du garçon qui voulait qu'on l'embrasse de Philippe Harel : Mathilde
- 1996 : Comment je me suis disputé… (ma vie sexuelle) d'Arnaud Desplechin : Une étudiante
- 1996 : La Belle Verte de Coline Serreau : Macha
- 1998 : Taxi de Gérard Pirès : Lily Bertineau
- 1999 : La Guerre dans le Haut Pays de Francis Reusser : Julie Bonzon
- 1999 : Furia d'Alexandre Aja : Elia
- 1999 : Du bleu jusqu'en Amérique de Sarah Lévy : Solange

##### Années 2000
- 2000 : Taxi 2 de Gérard Krawczyk : Lily Bertineau
- 2001 : Lisa de Pierre Grimblat : Lisa, jeune
- 2001 : Les Jolies Choses de Gilles Paquet-Brenner : Lucie F. et Marie
- 2002 : Une affaire privée de Guillaume Nicloux : Clarisse Entoven
- 2003 : Taxi 3 de Gérard Krawczyk : Lily Bertineau
- 2003 : Jeux d'enfants d'Yann Samuell : Sophie Kowalsky
- 2003 : Big Fish de Tim Burton : Joséphine
- 2004 : Innocence de Lucile Hadžihalilović : Mademoiselle Eva
- 2004 : Un long dimanche de fiançailles de Jean-Pierre Jeunet : Tina Lombardi
- 2005 : Cavalcade de Steve Suissa : Alizée
- 2005 : Ma vie en l'air de Rémi Bezançon : Alice
- 2005 : Mary d'Abel Ferrara : Gretchen Mol
- 2005 : Sauf le respect que je vous dois de Fabienne Godet : Lisa
- 2005 : La Boîte noire de Richard Berry : Isabelle Kruger et Alice
- 2005 : Edy de Stéphan Guérin-Tillié : La Chanteuse du rêve et Céline
- 2006 : Toi et moi de Julie Lopes-Curval : Lena
- 2006 : Dikkenek d'Olivier Van Hoofstadt : Nadine
- 2006 : Fair play de Lionel Bailliu : Nicole
- 2006 : Une grande année (A Good Year) de Ridley Scott : Fanny Chenal
- 2007 : La Môme d'Olivier Dahan : Édith Piaf
- 2009 : Public Enemies de Michael Mann : Billie Frechette (en)
- 2009 : Le Dernier Vol de Karim Dridi : Marie Vallières de Beaumont
- 2009 : Nine de Rob Marshall : Luisa Contini

##### Années 2010
- 2010 : Inception de Christopher Nolan : Mallorie Cobb, dite Mal
- 2010 : Les Petits Mouchoirs de Guillaume Canet : Marie
- 2011 : Minuit à Paris (Midnight in Paris) de Woody Allen : Adriana
- 2011 : Contagion de Steven Soderbergh : Dr Leonora Orantes
- 2012 : De rouille et d'os de Jacques Audiard : Stéphanie
- 2012 : The Dark Knight Rises de Christopher Nolan : Miranda Tate / Talia Al Ghul
- 2013 : Blood Ties de Guillaume Canet : Monica
- 2013 : The Immigrant de James Gray : Ewa Cybulska
- 2014 : Légendes vivantes (Anchorman 2: The Legend Continues) d'Adam McKay : La présentatrice canadienne (caméo)[206]
- 2014 : Deux Jours, une nuit des frères Dardenne : Sandra
- 2015 : Macbeth de Justin Kurzel : Lady Macbeth
- 2016 : Juste la fin du monde de Xavier Dolan : Catherine
- 2016 : Mal de pierres de Nicole Garcia : Gabrielle
- 2016 : Alliés (Allied) de Robert Zemeckis : Marianne Beausejour
- 2016 : Assassin's Creed de Justin Kurzel : Dr. Sofia Rikkin
- 2017 : Rock'n' Roll de Guillaume Canet : Marion Cotillard
- 2017 : Les Fantômes d'Ismaël d'Arnaud Desplechin : Carlotta
- 2018 : Gueule d'ange de Vanessa Filho : Marlène
- 2019 : Nous finirons ensemble de Guillaume Canet : Marie

##### Années 2020
- 2021 : Annette de Leos Carax : Ann Defrasnoux
- 2022 : Frère et Sœur d'Arnaud Desplechin : Alice
- 2023 : Astérix et Obélix : L'Empire du Milieu de Guillaume Canet : Cléopâtre
- 2023 : Little Girl Blue de Mona Achache : Carole Achache
- 2023 : Lee Miller d'Ellen Kuras : Solange d'Ayen
- 2025 : La Tour de glace de Lucile Hadžihalilović : Cristina
- 2026 : Karma de Guillaume Canet
- 2026 : Roma elastica de Bertrand Mandico

#### Courts métrages
- 1983 : Lucie[207]
- 1995 : Snuff Movie d'Olivier Van Hoofstadt
- 1996 : La Mouette de Nils Tavernier pour le film L'@mour est à réinventer, dix histoires d'amour au temps du sida : Laurence
- 1996 : Insalata Mista d'Emmanuel Hamon : Juliette
- 1997 : Affaire classée de Luc Gallissaires : Nathalie
- 1997 : La Sentence de Mauro Losa
- 1998 : La Surface de réparation de Valérie Müller : Stella
- 1999 : L'Appel de la cave de Mathieu Mercier : Rachel
- 2000 : Le Marquis de Gilles Paquet-Brenner
- 2000 : Quelques jours de trop de Franck Guérin
- 2001 : Heureuse de Céline Nieszawer
- 2001 : Boomer de Karim Adda : Madame Boomer
- 2010 : Forehead Tittaes de Jake Toranzo Szymanski pour le site humoristique Funny or Die : Elle-même
- 2022 : Rencontre(s) de Mathias Chelebourg : Coco Chanel[208].

### Productrice
- 2015 : La Jeune Fille et les typhons de Christoph Schwaiger, documentaire[209]
- 2021 : Bigger Than Us de Flore Vasseur, documentaire
- 2021 : Charlotte d'Eric Warin et Tahir Rana

### Télévision
- 1982 : Le Monde des tout petits de Claude Cailloux (téléfilm)
- 1992 : Highlander (série télévisée) : la femme qui accouche (saison 1, épisode 17 Une passion immortelle (Saving Grace) de Ray Austin)
- 1992 : Highlander (série télévisée) : Lori Bellian (saison 1, épisode 21 État de siège (Nowhere to Run) de Dennis Berry)
- 1993 : Etude sur le mouvement (série télévisée) : la fée (saison 1, épisode 4 Intériorité d’Éric Woreth)
- 1994 : Extrême Limite (série télévisée) : Sophie Colbert (saison 1, épisodes 10 Père et fille de Bernard Dubois et 41 La Pistonnée de Gilberto Azevedo)
- 1996 : Théo la tendresse d'Yves Amoureux (téléfilm) : Laura
- 1996 : Chloé de Dennis Berry (téléfilm) : Chloé
- 1998 : Interdit de vieillir de Dominique Tabuteau (téléfilm) : Abigail Dougnac
- 2001 : Les Redoutables d'Olivier Megaton (série télévisée) : Gabby (épisode Doggy Dog)
- 2001 : Une femme piégée de Laurent Carcélès (téléfilm) : Florence Lacaze
- 2012 : Jeanne au bûcher de Jean-Pierre Loisil (téléfilm) : Jeanne d’Arc
- 2013 : Le Débarquement (émission), sketch L'Ours : l'ours
- 2015 : Casting(s) de Pierre Niney et Ali Marhyar (shortcom) : elle-même (sketch Battle de rap)
- 2021 : La Vengeance au triple galop d'Alex Lutz (téléfilm) : Kim Randall, la styliste de mode
- 2023 : Extrapolations de Scott Z. Burns (mini-série télévisée) : Sylvie Bolo (saison 1, épisode 7 2068 : The Going-Away Party)
- 2025 : The Morning Show (série télévisée) : Céline Dumont (saison 4, épisode 1 My Roman Empire)[118]

### Clips
- 1990 : Petite fille des Wampas : l'adolescente
- 2004 : Givin'Up de Richard Archer et Tommy Hools : la jeune femme
- 2004 : No Reason To Cry Out Your Eyes de Hawksley Workman
- 2004 : Y'a pas un homme qui soit né pour ça de Florent Pagny, Calogero et Pascal Obispo, réalisé par Pascal Obispo : une fille au téléphone
- 2009 : Beds Are Burning de TckTckTck - Time for Climate Justice
- 2010 : More Than Meets The Eyes de Yodelice
- 2010 : Take It All, making-of de la chanson du film Nine
- 2010 : The Eyes of Mars de Franz Ferdinand, réalisé par Jonas Åkerlund : Lady Rouge
- 2013 : The Next Day de David Bowie, réalisé par Floria Sigismondi : la femme

### Publicités
- 1991 : Tu t'es vu quand t'as bu, campagne sur les dangers de l'alcoolisme pour le Comité français d'éducation pour la santé : une jeune fille ivre
- 2008 : Lady Noire Affair d'Olivier Dahan pour la campagne Lady Dior : Lady Noire
- 2010 : Lady Rouge de Jonas Åkerlund pour la campagne Lady Dior : Lady Rouge
- 2010 : Lady Blue Shanghai de David Lynch pour la campagne Lady Dior : Lady Blue
- 2011 : Lady Grey London de John Cameron Mitchell pour la campagne Lady Dior : Lady Grey
- 2011 : Lady Dior de John Cameron Mitchell pour la campagne Lady Dior : Margaux
- 2014 : Lady Dior : Enter the Game de Bastien Duval et Marion Cotillard : la femme
- 2020 : Chanel N°5 de Johan Renck pour la campagne Chanel N°5. La photo publicitaire est de Steven Meisel[210].

### Doublage
Marion Cotillard se double elle-même pour les versions françaises de la plupart de ses films tournés en langue anglaise et prête parfois sa voix à des documentaires ou des films d'animation.

#### Documentaires
- 2009 : Voyage sous les mers 3D de Jean-Jacques Mantello et François Mantello : Narratrice
- 2014 : Terre des Ours de Guillaume Vincent : Narratrice
- 2014 : Unity de Shaun Monson (documentaire) : la narratrice (VO)
- 2018 : Dans les yeux de Thomas Pesquet de Pierre-Emmanuel Le Goff et Jürgen Hansen : Narratrice (VO)
- 2018 : Vestige d'Aaron Bradbury : la narratrice (VF)[212]
- 2024 : Olympiques ! La France des Jeux de Mickaël Gamrasni : la narratrice (VF)[213]

#### Films d'animation
- 2006 : Happy Feet de George Miller : Gloria (VF)
- 2015 : Avril et le Monde truqué de Franck Ekinci et Christian Desmares : Avril (VO)
- 2015 : Le Petit Prince de Mark Osborne : la Rose (VO et VF)
- 2015 : Les Minions de Kyle Balda et Pierre Coffin : Scarlet Overkill (VF)
- 2019 : Le Voyage du Docteur Dolittle de Stephen Gaghan : Tutu, un renard (VO et VF)
- 2021 : Charlotte d'Éric Warin et Tahir Rana : Charlotte Salomon (VF)
- 2023 : Léo, la fabuleuse histoire de Léonard de Vinci de Jim Capobianco : Louise de Savoie (VO et VF)

## Théâtre et oratorios
- 1997 : Y a des nounours dans les placards, mise en scène de Laurent Cotillard, Théâtre contemporain de la danse, Paris[3]
- 2005 : Jeanne d'Arc au bûcher, oratorio d'Arthur Honegger, livret de Paul Claudel, mise en scène de Jean-Marc Cochereau, Palais des Sports d'Orléans, Orléans[214],[215]
- 2012 : Jeanne d'Arc au bûcher, oratorio d'Arthur Honegger, livret de Paul Claudel, direction musicale : Marc Soustrot, L'Auditori de Barcelona, Barcelone, Espagne[215]
- 2015 : Jeanne d'Arc au bûcher, oratorio d'Arthur Honegger, livret de Paul Claudel, direction musicale : Kazuki Yamada, Monaco, Toulouse et Paris[216],[217]
- 2015 : Jeanne d'Arc au bûcher, oratorio d'Arthur Honegger, livret de Paul Claudel, direction musicale : Côme de Bellescize, Avery Fisher Hall, New York[218]
- 2018 : Jeanne d'Arc au bûcher, oratorio d'Arthur Honegger, livret de Paul Claudel, mise en scène de Benoît Jacquot, direction musicale : Jérémie Rhorer, Festival di Spoleto, Piazza del Duomo, Spolète, Italie[219],[84]
- 2019 : Jeanne d'Arc au bûcher, oratorio d'Arthur Honegger, livret de Paul Claudel, direction musicale : Alexandre Bloch, Festival George-Enescu, Athénée roumain, Bucarest, Roumanie[220],[85]
- 2022 : Jeanne d'Arc au bûcher, oratorio d'Arthur Honegger, livret de Paul Claudel, mise en scène de Àlex Ollé, direction musicale : Juanjo Mena, Teatro Real, Madrid, Espagne[86],[221]
- 2024 : Jeanne d'Arc au bûcher, oratorio d'Arthur Honegger, livret de Paul Claudel, mise en scène de Côme de Bellescize, direction musicale : Alan Gilbert, Philharmonie de Berlin, Berlin, Allemagne[222]
- 2024 : Jeanne d'Arc au bûcher, oratorio d'Arthur Honegger, livret de Paul Claudel, direction musicale : Alain Altinoglu, Hr-Sinfonieorchester, Philharmonie de Paris, Paris, France[223]

## Campagnes publicitaires
- 2009 : Lady Dior Paris: Lady Noire pour la collection Printemps-Été 2009
- 2009 : Lady Dior New York: Lady Rouge pour la collection Automne-Hiver 2009/2010
- 2010 : Lady Dior Shanghai: Lady Blue pour la collection Printemps-Été 2010
- 2010 : Lady Dior London: Lady Grey pour la collection Automne-Hiver 2010/2011
- 2011 : Lady Dior Moscow pour la collection Printemps-Été 2011
- 2011 : Miss Dior handbags pour la collection Automne-Hiver 2011/2012
- 2011 : Lady Dior Los Angeles pour la collection Automne-Hiver 2011/2012
- 2012 : Lady Dior: Paris pour la collection Printemps-Été 2012
- 2012 : Lady Dior Hampton pour la collection Automne-Hiver 2012
- 2013 : Lady Dior handbags pour la collection Printemps-Été 2013
- 2013: Lady Dior Resort pour la collection Automne-Hiver 2013/2014
- 2014 : Lady Dior handbags pour la collection Printemps-Été 2014
- 2014 : Lady Dior Electric City pour la collection Automne-Hiver 2014-2015
- 2015 : Lady Dior handbags pour la collection Printemps-Été 2015
- 2015: Lady Dior handbags pour la collection Automne-Hiver 2015/2016
- 2016 : Lady Dior handbags pour la collection Hiver-Printemps 2015
- 2016: Lady Dior Cruise pour la collection Printemps-Été 2017

## Distinctions
Pour sa « contribution au rayonnement des arts dans la France et dans le monde », l'actrice est faite en France chevalière de l'ordre des Arts et des Lettres le 15 mars 2010 et est promue officière le 10 février 2016. Elle est ensuite nommée au grade de chevalière de la Légion d'honneur le 13 juillet 2016.
En plus de ces décorations officielles, Marion Cotillard a également reçu de nombreuses récompenses, décernées par les professionnels, les critiques du cinéma voire le public, notamment à la suite du succès international de La Môme, qui lui vaut en 2008 d'être la première actrice à cumuler pour un même rôle — de surcroît interprété en langue française — le Golden Globe, le BAFTA, le César et l'Oscar de la meilleure actrice.
D'autres interprétations saluées, comme celles dans De rouille et d'os, Deux jours, une nuit ou The Immigrant, lui valent diverses distinctions. L'actrice compte par exemple 8 nominations aux César (remportant également celui du meilleur second rôle pour Un long dimanche de fiançailles), 2 aux Oscars, 4 aux Golden Globes et 2 aux BAFTA. Elle est également double lauréate du Prix du cinéma européen de la meilleure actrice, pour La Môme et Deux jours, une nuit.